# Kalendarium inwazji Rosji na Ukrainę – kwiecień 2022
| 2022        | 2023        | 2024        | 2025    |
| ----------- | ----------- | ----------- | ------- |
| —           | styczeń     | styczeń     | styczeń |
| luty        | luty        | luty        |         |
| marzec      | marzec      | marzec      |         |
| kwiecień    | kwiecień    | kwiecień    |         |
| maj         | maj         | maj         |         |
| czerwiec    | czerwiec    | czerwiec    |         |
| lipiec      | lipiec      | lipiec      |         |
| sierpień    | sierpień    | sierpień    |         |
| wrzesień    | wrzesień    | wrzesień    |         |
| październik | październik | październik |         |
| listopad    | listopad    | listopad    |         |
| grudzień    | grudzień    | grudzień    |         |

## Kwiecień 2022

### 1 kwietnia
Brytyjskie Ministerstwo Obrony potwierdziło, że wojska ukraińskie zajęły wsie Słoboda i Łukaszywka na południe od Czernihowa i ustawiły się wzdłuż głównych szlaków zaopatrzenia między Czernihowem a Kijowem. Ukraina kontynuowała również przeprowadzanie udanych, ale ograniczonych kontrataków przeciwko siłom rosyjskim na wschód i północny wschód od stolicy. Zarówno Czernihów, jak i Kijów były celem ciągłych rosyjskich ataków lotniczych i rakietowych. Na wschodzie i południu siły rosyjskie próbowały zająć miasta Popasna, Rubiszne, a następnie Mariupol w celu poszerzenia terytorium separatystycznych obwodów donieckiego i ługańskiego. Według informacji armii rosyjskiej zniszczono pięć dużych składów amunicji i skład paliwa. W sumie 52 obiekty wojskowe zostały zniszczone na Ukrainie w ciągu doby w wyniku nalotów. Według Ministerstwa Obrony Ukrainy od początku inwazji zniszczono rosyjski sprzęt o wartości 10 mld dolarów.
Według rosyjskich źródeł wczesnym rankiem dwa ukraińskie śmigłowce szturmowe Mi-24 przebiły się na małej wysokości na ok. 40 km w głąb Rosji i zaatakowały skład paliwa w Biełgorodzie. Rakiety niekierowane wznieciły duży pożar. Według gubernatora obwodu obwodu biełgorodzkiego Wiaczesława Gładkowa nikt nie został skrzywdzony. Strona ukraińska oświadczyła, że nie jest odpowiedzialna za każdy wypadek w Rosji. Filmy pokazywały dwa helikoptery nad miastem, a także atak na skład paliwa.
Według informacji brytyjskich rosyjskie kierownictwo wojskowe wzmocniło swoje wojska na Ukrainie świeżymi oddziałami z Gruzji. Trzy taktyczne grupy batalionowe miałyby zostać utworzone z 1200–2000 rosyjskich żołnierzy, wcześniej stacjonujących na separatystycznych gruzińskich terytoriach Abchazji i Osetii Południowej. Analitycy uznali dotychczasowe działania wojenne Rosji za porażkę, ponieważ nie udało się zdobyć Kijowa, uzyskać przewagi powietrznej nad Ukrainą ani podjąć decyzji co dalej z terenami separatystycznymi. Jest to tym bardziej poważne, że rosyjskie siły zbrojne poniosły znaczne straty, które były trudne do zastąpienia, natomiast Ukraina otrzymała logistyczno-wojskowe wsparcie z Zachodu, a jej ludność była zmotywowana do wytrwałego oporu. Sekretarz Rady Bezpieczeństwa Narodowego i Obrony Ukrainy Ołeksij Daniłow podał, że Rosjanie przegrupowywali swoje wojska, aby kontynuować atak na Ukrainę. Wycofano niektóre jednostki z obwodu kijowskiego i czernihowskiego, aby utworzyć siły uderzeniowe na kierunku słobodzkim i donieckim. Z kolei OSW, powołując się na władze lokalne i Dowództwo Wojsk Lądowych Ukrainy, podał, że siły rosyjskie częściowo wycofały się na Białoruś, jednak opuszczone obszary zostały „zrujnowane”. Na kierunku północno-wschodnim SZ Ukrainy miały pod kontrolą Irpień i Makarów, natomiast wojska rosyjskie kontrolowały Borodziankę, Buczę, Hostomel i Worzel. Na kierunku wschodnim toczyły się ciężkie walki w rejonach obwodów charkowskiego, ługańskiego i donieckiego. Siły ukraińskie ostrzelały Rosjan w rejonie miast Kamjanka i Tychoćke oraz powstrzymywały natarcie na Słowiańsk i Barwinkowe. Trwały walki i ostrzał w miastach Rubiżne, Popasna, Marjinka i Mariupol. Pod ostrzałem były Siewierodonieck, Lisiczańsk, Kreminna, Awdijiwka, Krasnohoriwka i Wuhłedar. Z kolei na kierunku południowo-wschodnim doszło do walk w rejonie Ołeksandriwki na pograniczu obwodów mikołajowskiego i dniepropetrowskiego. Według armii ukraińskiej wyzwolono 11 miejscowości na południe od Krzywego Rogu.

### 2 kwietnia
Ofensywa kijowska rozpadła się kilka dni po tym, jak Rosja zapowiedziała wycofanie część wojsk z północy Ukrainy. Rosjanie wycofali się z północnego wschodu Kijowa, a ataki na południowym wschodzie nasiliły się; m.in. Mariupol i Czernihów zostały zaatakowane z powietrza. Według wywiadu brytyjskiego odbito 30 wsi wokół Kijowa. Rosyjskie wojsko wycofało się również ze Strefy Wykluczenia wokół elektrowni atomowej w Czarnobylu, lotniska Hostomel i sąsiednich obszarów blisko Białorusi, i przeniosło się do Donbasu i Charkowa. Później wiceminister obrony Ukrainy Hanna Maliar potwierdziła, że siły ukraińskie odzyskały kontrolę nad całym obwodem kijowskim. Z kolei według gubernatora obwodu połtawskiego Dmytro Łunina rosyjskie rakiety uderzyły w miasta Połtawa i Krzemieńczuk w środkowej Ukrainie na początku, uszkadzając infrastrukturę i budynki mieszkalne; nie było informacji o ofiarach. W godzinach nocnych wojska rosyjskie ostrzelały kilka dużych miast na południu kraju. Co najmniej trzy pociski balistyczne zostały wystrzelone w rejon Odessy. W okolicach Dniepru doszło do potężnych eksplozji, kiedy to według armii rosyjskiej zbombardowano lotnisko wojskowe oraz według ukraińskich informacji, stację benzynową. Według Sztabu Generalnego SZ Ukrainy Rosjanie stracili od początku inwazji ok. 17,8 tys. żołnierzy i 631 czołgów.
Według Ośrodka Studiów Wschodnich Ukraińcy przejęli kontrolę nad 15 miejscowościami w obwodzie kijowskim i 14 w obwodzie czernihowskim; częściowo Rosjanie wycofali się z kilku innych miejscowości (Borodzianka, Bucza i Hostomel). Na kierunku wschodnim i południowo-wschodnim trwały walki, a także bombardowania i ostrzał. W obwodzie charkowskim obrońcy odparli sześć ataków. Wojska rosyjskie przegrupowały się i kontynuowały natarcie na południe od rzeki Doniec. W obwodach ługańskim i donieckim Rosjanie 10 razy atakowali pozycje ukraińskie. Główne walki toczyły się w miastach Popasna, Rubiżne i Mariupol, a siły rosyjskie nacierały 30 km na zachód od Wuhłedaru. Pod ostrzałem znalazły się pozycje ukraińskie na południe od Zaporoża i na pograniczu obwodów chersońskiego i dniepropetrowskiego.

### 3 kwietnia

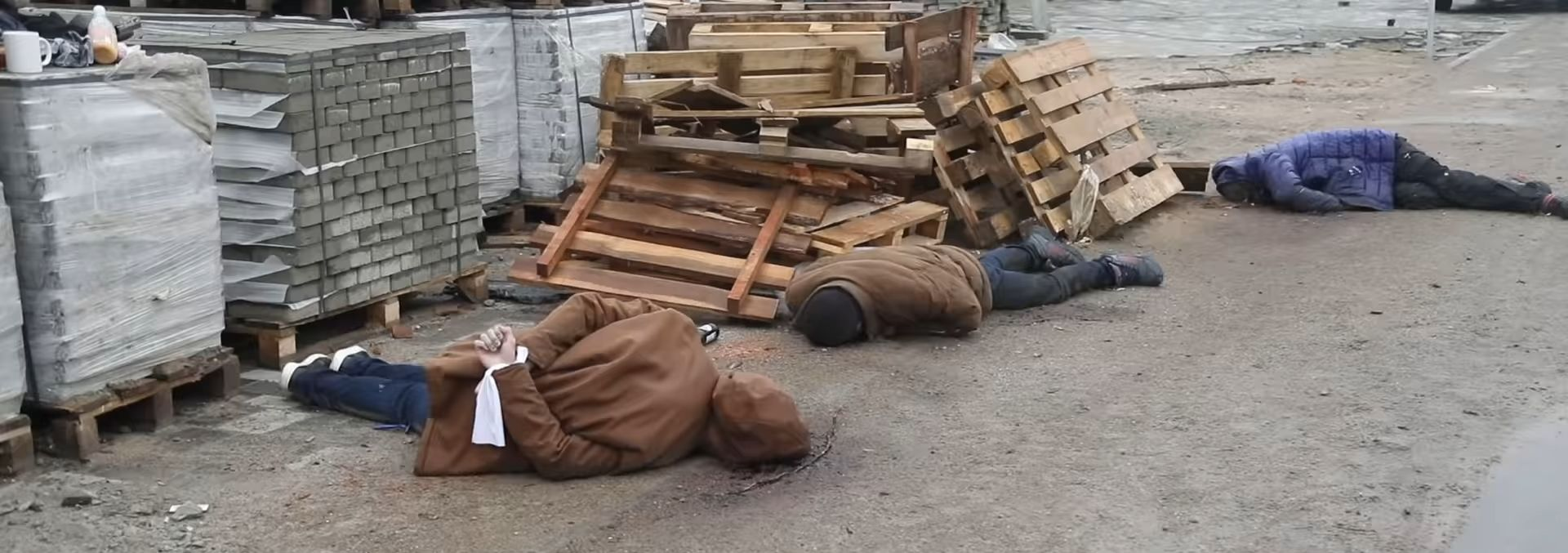
Zdjęcie opublikowane przez Ukrinform, pokazujące cywilów w Buczy zabitych przez rosyjskich żołnierzy

W nocy wojsko rosyjskie ogłosiło otwarcie korytarzy ewakuacyjnych dla cudzoziemców z Mariupola i Berdiańska. Były to załogi statków towarowych, które zostały zablokowane w portach. Nad ranem w Odessie odnotowano kilka dużych eksplozji, w wyniku których mieszkańcy szukali miejsc do schronienia. Ukraińscy urzędnicy stwierdzili, że rosyjskie siły powietrzne wystrzeliły na miasto pociski, a część z nich została przechwycona. Według mera Czernihowa Władysława Atroszenki miasto zostało zniszczone w ok. 70%.
W mieście Bucza na północny zachód od Kijowa, opuszczonym przez wojska rosyjskie, znaleziono liczne ciała zabitych cywilów. Dokładna liczba zmarłych nie była wówczas znana w momencie składania raportu. Jednak reporterzy donosili, że widzieli co najmniej 20 zabitych ukraińskich cywilów, z kolei według mera Buczy 280 ciał pochowano w masowych grobach, ponieważ trzy miejskie cmentarze wciąż znajdowały się w zasięgu wojsk rosyjskich. Według mieszkańców rosyjscy żołnierze strzelali do ludności cywilnej bez widocznej prowokacji, z kolei zdjęcia przedstawiały zwłoki z rękami związanymi za plecami. Natomiast Human Rights Watch, niezależna grupa zajmująca się prawami człowieka, poinformowała, że udokumentowała zarzuty dotyczące zbrodni wojennych popełnionych przez siły rosyjskie na Ukrainie przeciwko cywilom, w tym gwałty, egzekucje, tortury i grabież mienia cywilnego.
Brytyjskie ministerstwo obrony podało, że rosyjskie siły morskie utrzymywały blokadę ukraińskiego wybrzeża Morza Czarnego i Azowskiego, uniemożliwiając Ukrainie zaopatrywanie się drogą morską. Ponadto Rosja wciąż miała możliwości do przeprowadzenia desantu na wybrzeże ukraińskie, jednak taka operacja byłaby ryzykowna, ponieważ siły ukraińskie miały czas na przygotowanie się do obrony. OSW podał, że cały obszar obwodu kijowskiego został wyzwolony, jednak wojska wycofujące się na Białoruś zaminowały drogi, zabudowania i sprzęt wojskowy. Na kierunkach wschodnim i południowo-wschodnim sytuacja nie uległa zmianie. Na południu obwodu charkowskiego odparto dwa ataki, trwała blokada i ostrzał Charkowa. W obwodach ługańskim i donieckim wojska rosyjskie przeprowadziły sześć nieudanych ataków. Trwały walki w Popasnej, Rubiżnem, Mariupolu, Marjince i Wuhłedarze, a Rosjanie przygotowywali się do ataku na Siewierodonieck. Siły rosyjskie dokonały ataku rakietowego na Odessę, gdzie zniszczono trzy bazy paliwowe; zaatakowali rakietami również szereg miejscowości w obwodach charkowskim, dniepropetrowskim i połtawskim.

### 4 kwietnia

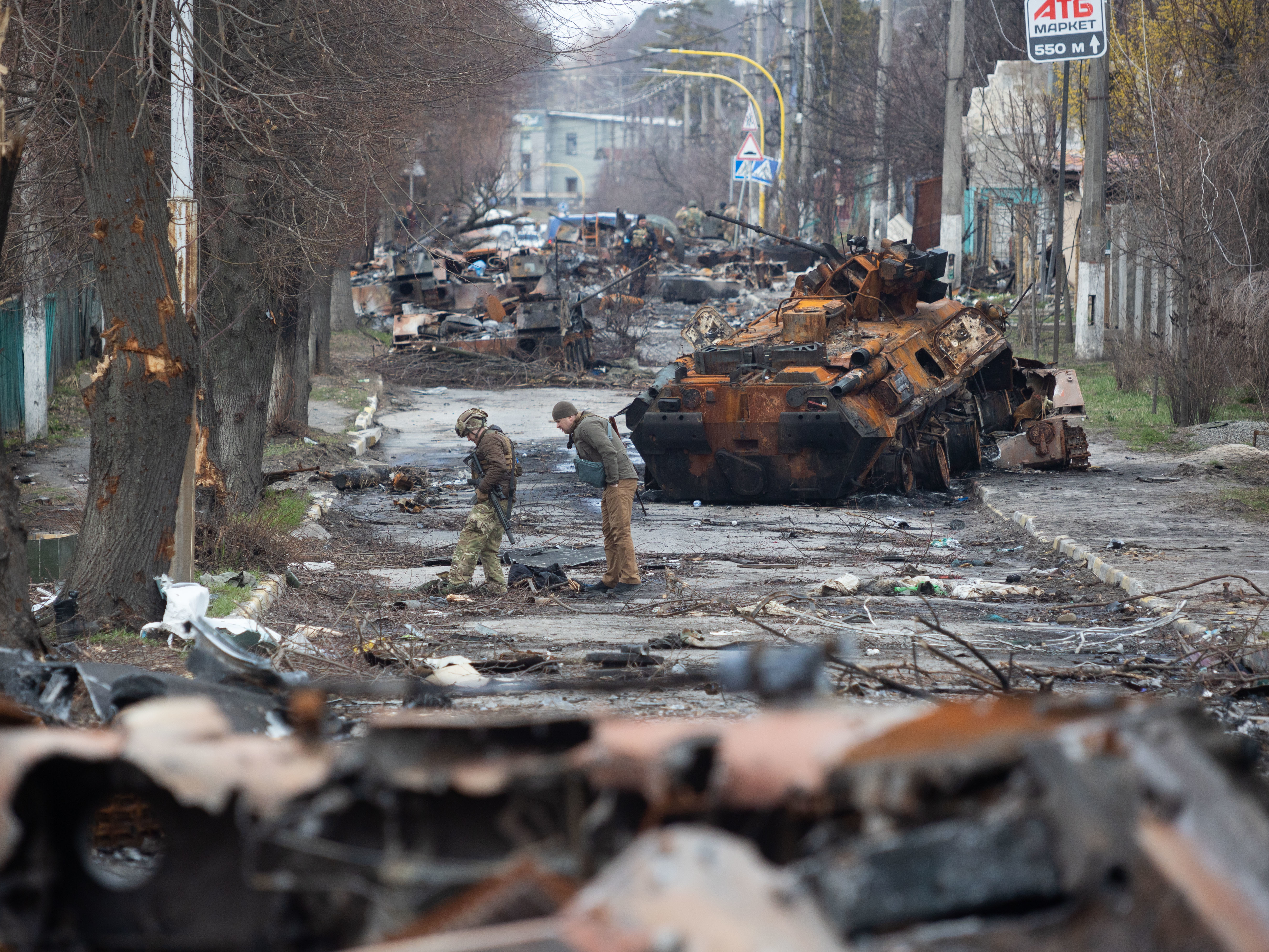
Główna ulica w Buczy po rosyjskiej inwazji.

Serhiy Haidai, gubernator obwodu ługańskiego, stwierdził, że rosyjski ostrzał uderzył w zbiornik z kwasem azotowym. Dodał, że do incydentu doszło nad ranem w pobliżu miasta Rubiżne, które według ukraińskich wojskowych Rosjanie próbowali zdobyć. Gubernator obwodu sumskiego Dmytro Żywycki poinformował, że Rosjanie wycofali się i nie kontrolują żadnego miasta lub wsi z w tym regionie. Następnie gubernator obwodu czernihowskiego Wiaczesław Czaus podał, że wojska rosyjskie opuściły przedmieścia Czernihowa i wyszły z granic obwodu. Natomiast szef obwodu żytomierskiego Witalij Buneczko stwierdził, że w tym regionie również nie ma już rosyjskich wojsk; pozostawili także swój sprzęt wojskowy, lecz odchodząc zaminowali tamtejsze domy i lasy. Brytyjskie ministerstwo obrony podało, że siły rosyjskie konsolidowały i reorganizowały się, koncentrując swoją ofensywę w regionie Donbasu na wschodzie Ukrainy. W rejon ten przerzucane były oddziały rosyjskie, w tym najemnicy z prywatnej firmy wojskowej Grupa Wagnera.
W wyzwolonym przez ukraińskie wojska mieście Bucza pochowano ciała około 330–350 cywilów, jednak dokładna liczba osób zamordowanych przez Rosjan dalej była ustalana. Z kolei Rosja oskarżyła Ukrainę o zaaranżowanie fałszywej flagi w Buczy, twierdząc, że zdjęcia i filmy były „ustawionym przedstawieniem”. Prezydent USA Joe Biden wezwał do osądzenia Putina za zbrodnie wojenne popełnione przez rosyjskich żołnierzy w Buczy. Ponadto według ukraińskiego Sztabu Generalnego Rosjanie starali się uzupełnić dotychczasowe straty za pomocą oficerów z wyższych wojskowych placówek oświatowych w Rosji. Według informacji Akademia Wojskowa Korpusu Łączności w Petersburgu pilnie szkoliła oficerów do obejmowania stanowisk w jednostkach wojskowych na Ukrainie.
Według OSW Sztab Generalny Ukrainy potwierdził, że Rosjanie wycofali regularne oddziały z obwodów kijowskiego, czernihowskiego i sumskiego, jednak pozostawili tam grupy dywersyjno-rozpoznawcze. Ukraińcy podali również, że Rosja wciąż miała problemy z uzupełnieniem strat i odmowami udziału w wojnie, w wyniku czego w Kraju Krasnodarskim, Dagestanie, Inguszetii i Kałmucji oraz w obwodzie permskim prowadzona była mobilizacja rezerwistów w celu uzupełnienia jednostek (dotyczyła ok. 60 tys. osób). Na kierunkach południowym i południowo-wschodnim sytuacja nie uległa zmianie. Trwały bombardowania i ostrzał obiektów cywilnych i wojskowych. Nadal trwała blokada Charkowa, a Rosjanie podejmowali próby natarcia na południe od Iziumu. Główne starcia toczyły się w Rubiżnem, Popasnej, Awdijiwce, Marjince, Krasnohoriwce i Trojićke. Wojska rosyjskie nasiliły również ostrzał pozycji ukraińskich i obiektów cywilnych w obwodzie mikołajowskim oraz na pograniczu obwodów chersońskiego i dniepropetrowskiego.

### 5 kwietnia
Wojska rosyjskie wycofując się z obwodów kijowskiego, czernihowskiego i sumskiego pozostawiły część swojego sprzętu. Według Ukraińców przejęto ok. 30 jednostek sprzętu, w tym m.in. czołgi, bojowe wozy piechoty oraz system rakietowy Buk. Według agencji Ukrinform Rosjanie „użyli amunicji fosforowej i termobarycznej podczas walk o miejscowość Mała Rohań, leżącą pod Charkowem”, czego dowodem była „wypalona ziemia, zrujnowane budynki, ale i przejęty sprzęt przeciwnika”. Ponadto mer Charkowa Ihor Terechow zapowiedział, że miasto jest dobrze uzbrojone i przygotowane do obrony przed rosyjskimi atakami. Z kolei Wołodymyr Zełenski zwrócił się do Rady Bezpieczeństwa ONZ w sprawie wydarzeń w Buczy.
Jens Stoltenberg stwierdził, że NATO spodziewało się nowej, skoncentrowanej ofensywy rosyjskiej w Donbasie i próby zajęcia całego tego regionu, ponieważ w tym obszarze Ukraina posiadała większość swoich sił zbrojnych. Według Institute for the Study of War, jeśli wojska rosyjskie nacierające z Iziumu zdobędą położone na południowy wschód miasto Słowiańsk, będą mogły spróbować połączyć się z siłami walczącymi w Rubiżnem lub posuwać się w kierunku Gorłówki i Doniecka. Pozwoliłoby to na większe okrążenie wojsk ukraińskich. Jeśli jednak Rosjanie nie zdobędą miasta, nie będą w stanie sami przełamać ukraińskiej obrony i operacja mająca na celu opanowanie obwodów ługańskiego i donieckiego może zakończyć się niepowodzeniem.
Ośrodek Studiów Wschodnich podał, że trwało przegrupowanie wojsk rosyjskich do rosyjskich obwodów kurskiego i biełgorodzkiego. Jednostki z Centralnego Okręgu po przywróceniu zdolności bojowej miały stać częścią nowego zgrupowania w miejscowości Wałujki w obwodzie biełgorodzkim. Celem nowej ofensywy miał być Charków. W obwodzie charkowskim trwał ostrzał i bombardowanie pozycji ukraińskich, głównie w Charkowie i Czuhujewie. W obwodzie ługańskim miały miejsce walki uliczne w Popasnej i Rubiżnem, a siły rosyjskie miały atakować miejscowości na południe od Siewierodoniecka. Z kolei w obwodzie donieckim kontynuowano natarcia na ukraińskie pozycje na zachód, północ i północny wschód od Gorłówki; w sumie odparto siedem ataków. Celem ostrzału Rosjan stał się również Kramatorsk. Ponadto siły rosyjskie ostrzeliwały pozycje ukraińskie w obwodzie mikołajowskim oraz na pograniczu obwodów chersońskiego i dniepropetrowskiego. Głównym celem bombardowań był Mikołajów oraz cele cywilne na południe od Krzywego Rogu.

### 6 kwietnia
Po wycofaniu się wojsk rosyjskich z rejonów na północ od Kijowa ukraińskie jednostki posuwały się dalej na północ. Ukraińskie wojsko poinformowało o wyzwoleniu miasteczka Borodzianka, które zostało w większości zniszczone poprzez rosyjskie bombardowania; ukraińscy ratownicy rozpoczęli akcje sprzątania i usuwania gruzu. Gdy wojska rosyjskie skupiały swoją kampanię wojskową na froncie wschodnim, wicepremier Ukrainy Iryna Wereszczuk wezwała mieszkańców wschodniej Ukrainy (obwodów charkowskiego, donieckiego i ługańskiego) do „bezzwłocznej ewakuacji” z regionu w obawie przed ofensywą ze strony Rosjan na Donbas. Gwałtowne starcia miały miejsce na froncie południowym, zwłaszcza w Mikołajowie, gdzie zbombardowano m.in. przychodnię psychiatryczną. Z kolei lokalni urzędnicy poinformowali, że w punkcie dystrybucji pomocy humanitarnej rosyjski ostrzał artyleryjski zabił co najmniej cztery osoby i zranił cztery inne. Ponadto siły rosyjskie bombardowały miasta oraz infrastrukturę miejską i kolejową we wschodniej Ukrainie. Później Koleje Ukraińskie poinformowały o kilku ofiarach po tym, jak trzy rakiety uderzyły w nieokreśloną stację kolejową na wschodzie kraju. Według doniesień, dwóch cywilów zostało zabitych przez rosyjskie wojsko w Wuhłedarze w obwodzie donieckim. Ukraińskie władze podały, że rannych zostało pięć osób. Siły rosyjskie ostrzelały również Siewierodonieck w obwodzie ługańskim, podpalając dziesięć wieżowców. Natomiast mer Mariupola podał, że w ciągu miesiąca blokady zginęło 5 tys. osób, w tym ok. 210 dzieci.
Rosja stwierdziła, że zakończy swoją inwazję, jeśli prezydent Ukrainy Wołodymyr Zełenski zgodzi się na warunki ustalone w trakcie negocjacji, a konkretnie na prawną gwarancję, że Ukraina nie przystąpi do NATO poprzez zmianę ukraińskiej konstytucji na taki zapis. Rosja podała również, że zawiesiła operacje w Kijowie jako „gest dobrej woli” w celu promowania rozmów pokojowych.
Ośrodek Studiów Wschodnich podał, że SZ Ukrainy wyparły wojska rosyjskie z trzech miejscowości w obwodzie chersońskim. Ukraina zwróciła uwagę na rosnące zagrożenie atakiem z obszaru Naddniestrza oraz możliwość pozostawienia przez Rosjan sił na Białorusi w celu wiązania jednostek ukraińskich na północy. Na wschodniej i południowej Ukrainie toczyły się ciężkie walki. Trwała m.in. blokada i ostrzał Charkowa oraz starcia na pograniczu obwodów charkowskiego i donieckiego. Według doniesień siły rosyjskie wycofały się również częściowo z zajmowanych wcześniej pozycji w obwodzie mikołajowskim i skupili się na ostrzale z obwodu chersońskiego. Ponadto Rosjanie kontynuowali ataki rakietowo-powietrzne na obiekty infrastruktury krytycznej, głównie na składy paliwa i węzły kolejowe; do ataków doszło na północy obwodu połtawskiego, obwodzie tarnopolskim oraz okolicach miast Nowomoskowsk, Synelnykowe, Radziechów i Koziatyn.

### 7 kwietnia

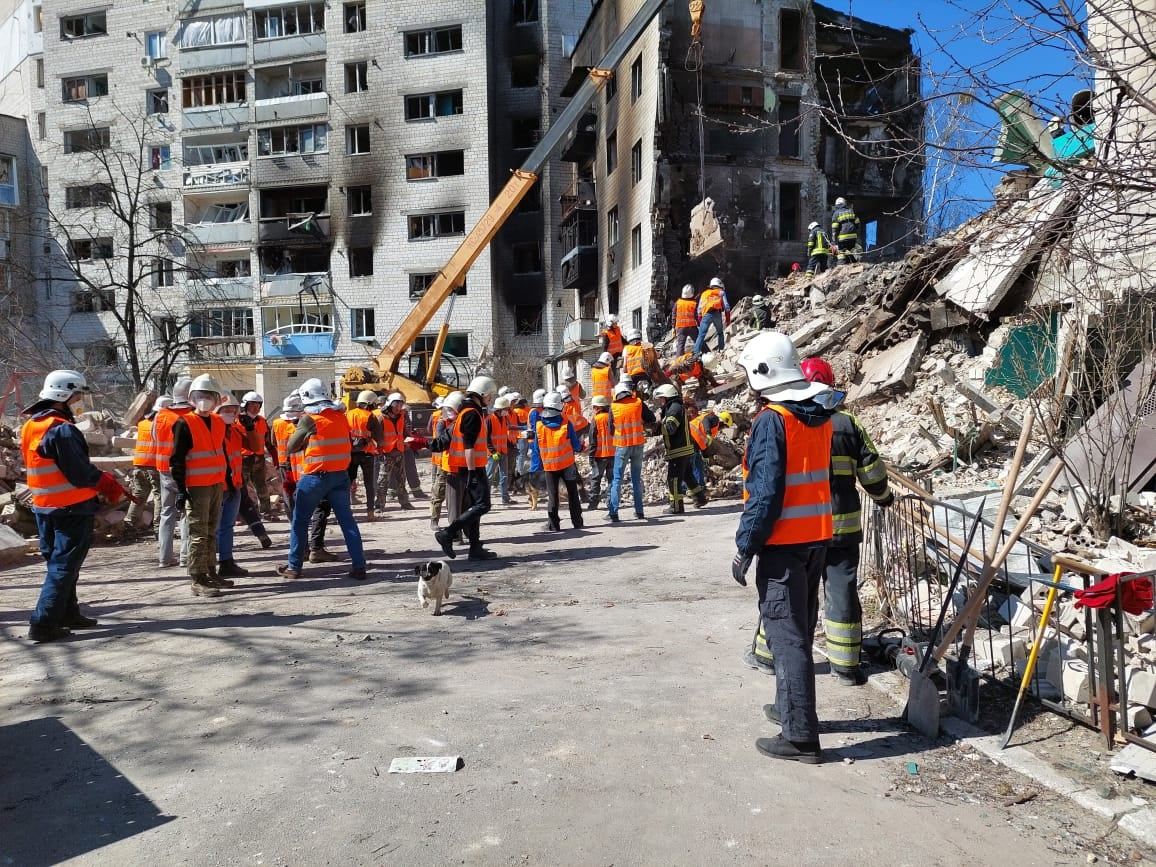
Borodzianka po rosyjskim ostrzale. Pogotowie Ratunkowe Ukrainy usuwa gruz i poszukuje osób, które mogły się pod nim znaleźć. Zaangażowano 109 żołnierzy i 18 pojazdów

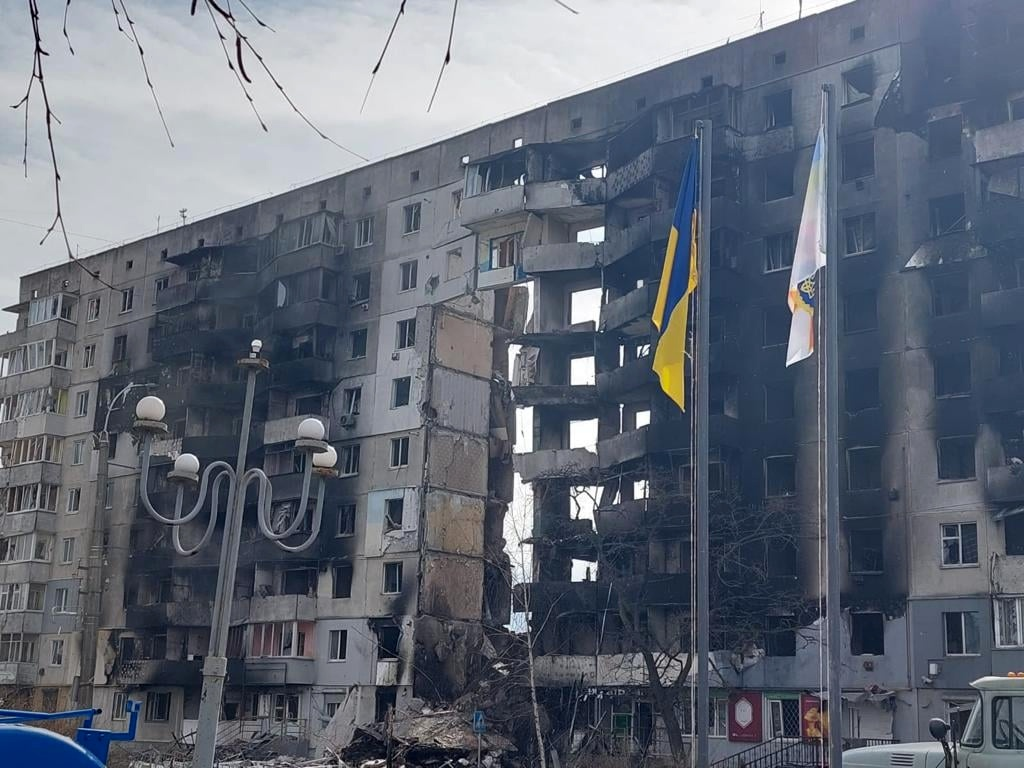
Borodzianka po rosyjskim ostrzale

Według oświadczeń rosyjskiego ministerstwa obrony zniszczono 29 obiektów wojskowych na Ukrainie, w tym systemy przeciwlotnicze, środki artyleryjskie, kilka punktów dowodzenia i baz ukraińskich SZ, a także amunicję i co najmniej cztery składy paliw, znajdujące w miastach Mikołajów, Charków, Zaporoże i Czuhujew. Według Rosjan obiekty były wykorzystywane przez Ukrainę do zaopatrywania wojsk w pobliżu Mikołajowa i Charkowa oraz w regionie Donbasu. Według ukraińskich źródeł rankiem doszło do ostrzału Popasnej w obwodzie ługańskim. W tym samym rejonie wojska rosyjskie nie przebiły się przez ukraińskie umocnienia. Ukraina oskarżyła Rosjan o przemoc wobec ludności cywilnej. Z kolei gubernator oświadczył, że z powodu rosyjskich ostrzałów w obwodzie ługańskim przestały funkcjonować szpitale. Według doniesień separatystów, zajęli oni wraz z siłami rosyjskimi centrum Mariupola. W porcie miejskim i w hucie Azowstal trwały walki. Wówczas w Mariupolu przebywało ok. 3000 ukraińskich żołnierzy. Gubernator obwodu charkowskiego Ołeh Synjehubow poinformował, że Charków nadal był celem rosyjskich bombardowań; Rosjanie ostrzelali miasto 48 razy w ciągu doby z wyrzutni rakiet, artylerii i moździerzy. Inne miasta, m.in. Bałaklija i Łozowa w tym samym regionie, również znalazły się pod ostrzałem. Ponadto rząd ukraiński i gubernator obwodu ługańskiego wezwali ludność cywilną Donbasu do natychmiastowego opuszczenia regionu, gdyż siły rosyjskie szykowały się tam do wielkiej ofensywy i próbowałyby odciąć ewentualne drogi ucieczki. Wezwanie do ewakuacji dotyczyło również okręgów Łozowa i Barwinkowe w obwodzie charkowskim. Później strona ukraińska poinformowała, że Rosja ostrzelała ostatnią kolejową drogę ucieczki z Donbasu. Według brytyjskiego wywiadu wojskowego Rosja kontynuowała naloty artyleryjskie i powietrzne na froncie w Donbasie.
Zgromadzenie Ogólne ONZ wydaliło Rosję z Rady Praw Człowieka ONZ. W Brukseli minister spraw zagranicznych Ukrainy Dmytro Kułeba poprosił NATO o „broń, broń i broń”. Z kolei Kongres Stanów Zjednoczonych zajął się uchwaleniem ustawy, ułatwiającej wysyłanie broni na Ukrainę. Sztab Generalny SZ Ukrainy podał, że Rosjanie koncentrowali się na przygotowaniu operacji ofensywnej na wschodniej Ukrainie, której celem jest ustanowienie pełnej kontroli nad terytorium obwodów donieckiego i ługańskiego. OSW, powołując się na informacje ze SG Ukrainy, podał, że rosyjskie jednostki były przemieszczane na obszarze Rosji w celu przygotowań do operacji na wschodzie kraju, której celem ma być przejęcie pełnej kontroli nad obwodami ługańskim i donieckim. Rosjanie prowadzili działania na kierunkach słobodzkim, donieckim, taurydzkim i południowobużańskim, a artyleria i lotnictwo ostrzeliwały cele wojskowe i cywilne. W obwodzie charkowskim trwała częściowa blokada Charkowa, a celem ataku rakietowego był węzeł kolejowy Łozowa. W obwodzie ługańskim walki toczyły się w Popasnej, Rubiżnem, Siewierodoniecku oraz Nyżne i Nowotoszkiwśke. W obwodzie donieckim trwały starcia w miejscowościach Nowobachmutiwka, Stepne, Sołodke i Mariupolu. Kilkanaście miast, w których znajdowały się pozycje ukraińskie, zostało ostrzeliwanych. W obwodzie zaporoskim Rosjanie wznowili ostrzał pozycji ukraińskich na południe od Zaporoża, z kolei w obwodzie chersońskim Ukraińcy odzyskali kontrolę nad Osokoriwką. Pod ostrzałem znalazły się pozycje ukraińskie pograniczu obwodów chersońskiego i mikołajowskiego.

### 8 kwietnia
Wywiad brytyjski podał, że wojska rosyjskie całkowicie wycofały się z północnej części Ukrainy za granice Białorusi i Rosji. Według informacji amerykańskich, z terenów wokół Kijowa i Czernihowa na północy kraju wycofało się co najmniej 24 tys. rosyjskich żołnierzy. Według rosyjskich doniesień, w nocy i nad ranem rosyjskie siły powietrzne i rakietowe ostrzelały 81 „obiektów wojskowych” na terenie Ukrainy. Następnie Rosja poinformowała, że zniszczyła ośrodek szkoleniowy dla zagranicznych najemników w pobliżu Odessy. Rzecznik ministerstwa obrony stwierdził, że „wysoce precyzyjne pociski systemu rakietowego Bastion zniszczyły centrum szkolenia zagranicznych najemników w pobliżu wsi Krasnosilka, na północny wschód od Odessy”. Jednakże doniesienia te nie zostały potwierdzone. Z kolei mer Czernihowa poinformował, że w wyniku rosyjskich bombardowań i ostrzałów miasta zginęło blisko 700 osób, żołnierzy i cywilów; 40 osób uznano za zaginione.

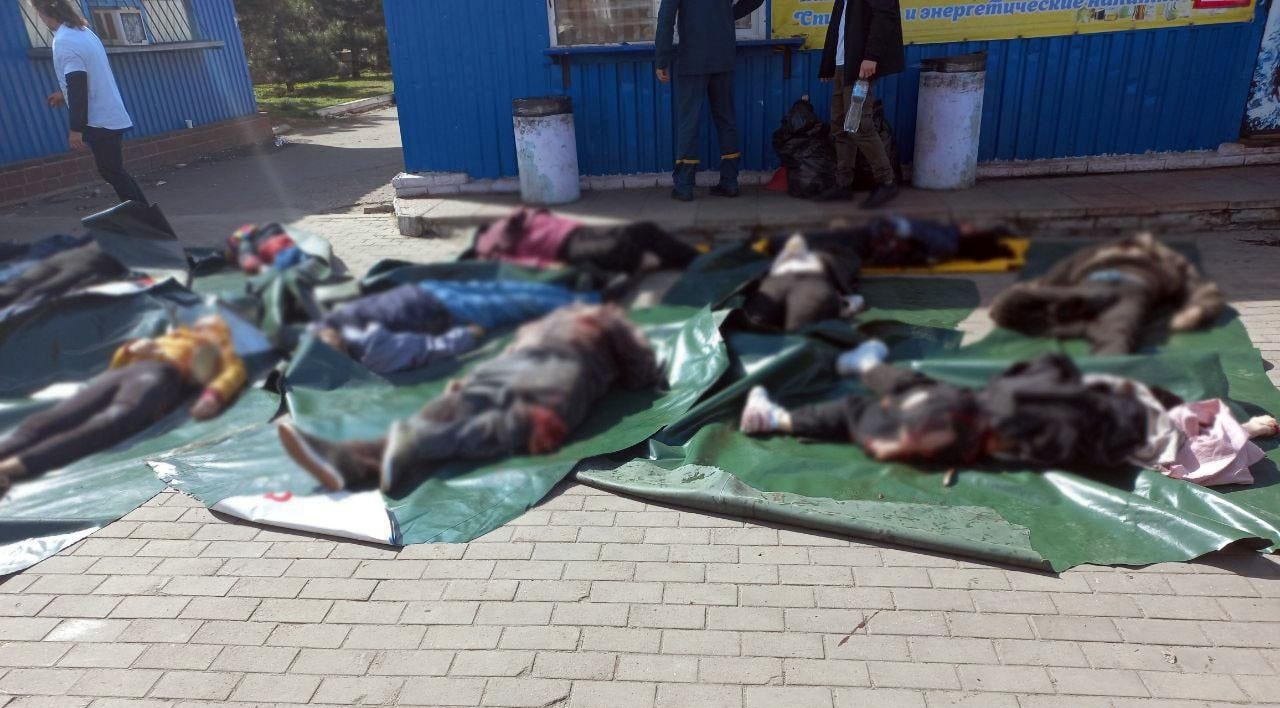
Zabici 8.04 na dworcu w Kramatorsku

Dworzec kolejowy w Kramatorsku, na którym przebywali cywile, czekający na ewakuację, został trafiony dwiema rosyjskimi rakietami Toczka-U z ładunkiem bomb kasetowych, w wyniku czego zginęły co najmniej 57 osób, a ok. 110 zostało rannych. Pawło Kyrylenko, gubernator obwodu donieckiego, powiedział, że w czasie, gdy uderzyły dwie rakiety, na stacji znajdowały się tysiące ludzi. Kyrylenko opublikował w sieci zdjęcie przedstawiające kilka ciał leżących na ziemi obok stosów walizek i innych bagaży. Widoczny był także uzbrojony personel policji w kamizelkach kuloodpornych. Rosyjskie Ministerstwo Obrony zaprzeczyło atakowi i stwierdziło w oświadczeniu: „Wszystkie wypowiedzi przedstawicieli kijowskiego reżimu nacjonalistycznego dotyczące „ataku rakietowego” rzekomo przeprowadzonego przez Rosję 8 kwietnia na stacji kolejowej w mieście Kramatorsk są prowokacją i są całkowicie nieprawdziwe”.
Ośrodek Studiów Wschodnich, powołując się na informacje od SG Ukrainy, podał, że Ukraińcy stopniowo wypierali siły rosyjskie z okupowanych terytoriów; według lokalnej administracji wyzwolono cały obwód sumski. W obwodzie charkowskim odparto sześć ataków Rosjan. Jednostki rosyjskie nacierały na sześć miejscowości w Donbasie, jednak nigdzie nie odnieśli sukcesu. We wszystkich obwodach na południu i wschodzie Ukrainy, w których toczyły się walki, Rosjanie bombardowali i ostrzeliwali cele cywilne. W wyniku rosyjskich uderzeń doszło do kilkugodzinnej blokady pociągów ewakuacyjnych ze Słowiańska i Kramatorska, ucierpiała też infrastruktura w Odessie i Nowogrodzie Wołyńskim.

### 9 kwietnia
Siły rosyjskie skupiały się na zajęciu w Donbasie miast Rubiżne, Niżne, Popasna i Nowobachmutiwka; część Rubiżnego została zajęta przez wojska rosyjskie. Serhiy Haidai, gubernator obwodu ługańskiego poinformował, że rosyjskie siły ponownie uderzyły w zbiornik z kwasem azotowym w Rubiżnem. Dodał, że zbiornik zawierał około trzech ton kwasu azotowego. Cztery osoby w Wuhłedarze i jedna osoba w Nowomychajłówce w rejonie Marinka zginęły w wyniku ostrzału rosyjskiego. Dwie osoby zostały ranne. Ponadto prezydent Rosji Putin mianował generała armii Aleksandra Dwornikowa (dowódcę Południowego Okręgu Wojskowego) głównodowodzącym kampanii wojskowej Rosji na Ukrainie. Wcześniej Dwornikow dowodził siłami rosyjskimi podczas interwencji wojskowej w Syrii. Z kolei siły zbrojne Ukrainy poinformowały, że w walkach zginęło dwóch rosyjskich oficerów; wśród nich byli podpułkownik Dinar Chametow, dowódca dywizjonu artylerii rakietowej 200. Samodzielnej Brygady Zmechanizowanej oraz pułkownik Aleksandr Bespałow, dowódca 59. Gwardyjskiego Pułku Czołgów.
Premier Wielkiej Brytanii Boris Johnson spotkał się z Zełenskim w Kijowie, oferując 120 pojazdów opancerzonych, nowe systemy rakiet przeciwokrętowych oraz obiecując kredyty i złagodzenie ceł. Z kolei OSW poinformował, że sytuacja militarna nie uległa zmianie. Mimo że Rosjanie wycofali swoje siły z północnych obwodów Ukrainy, to dalej znajdowały się one w obszarach z nimi graniczącymi. Trwały walki w południowej części obwodu charkowskiego i w Donbasie, jednak Rosja nie poczyniła żadnych postępów. Na pozostałych kierunkach dominował ostrzał i bombardowanie pozycji ukraińskich, głównie Siewierodoniecka. Rosjanie kontynuowali ataki rakietowe na cele w głębi Ukrainy, m.in. zniszczono infrastrukturę w Mirhorodzie w obwodzie połtawskim i Czarnomorsku w obwodzie odeskim. Według SG Ukrainy strona rosyjska nadal miała problemy z uzupełnieniem oddziałów, a ponad 80% personelu niektórych pododdziałów miała odmawiać udziału w wojnie. Zdaniem wiceminister obrony Hanny Malar siły rosyjskie odzyskiwały zdolność bojową i zwiększały liczebność w rejonach graniczących z Ukrainą. Szef ukraińskiego wywiadu Kirył Budanow podał, że Rosjanie przegrupowali się na wschodzie Ukrainy i siłami skoncentrowanymi w pobliżu Biełgorodu planowali atak w kierunku Charkowa.

### 10 kwietnia
Zdjęcia satelitarne opublikowane przez Maxar Technologies ukazywały około 13 km rosyjski konwój wojskowy poruszający się na południe przez wschodnioukraińskie miasto Wełykyj Burłuk w kierunku Charkowa. Następnie rosyjskie Ministerstwo Obrony poinformowało, że rosyjskie śmigłowce szturmowe Ka-52 zniszczyły konwój ukraińskich pojazdów opancerzonych i sprzętu przeciwlotniczego. Ministerstwo opublikowało materiał wideo przedstawiający śmigłowce szturmowe Ka-52 lecące na bardzo małej wysokości, wystrzeliwujące pociski i strzelające z dział do celów naziemnych. Miejsce i czas ataku nie zostały określone. Według rosyjskich doniesień w ciągu ostatniej doby zniszczono 86 ukraińskich obiektów wojskowych, w tym lotnisko w Dnieprze. Z kolei Walentyn Reznichenko, szef administracji wojskowej Dniepru, stwierdził, że lotnisko Dniepr, jak i infrastruktura wokół niego, zostały całkowicie zniszczone przez rosyjski ostrzał. Następnie dwie osoby zginęły, a kilka zostało rannych w wyniku rosyjskiego ostrzału w mieście Dergacze w obwodzie charkowskim. Wieczorem w Charkowie i położonym nad Morzem Czarnym mieście Mikołajowie doszło do serii silnych eksplozji. Natomiast w Buzowej, wyzwolonej wiosce niedaleko Kijowa, która tygodniami była okupowana przez siły rosyjskie, odnaleziono nowe groby z dziesiątkami cywilnych Ukraińców, z kolei prokurator generalny Ukrainy, Iryna Wenediktowa stwierdziła, że w obwodzie kijowskim odkryto dotychczas 1222 ciała.
W Mariupolu kolejne ataki rosyjskie doprowadziły do rozdzielenia skupionych przy wybrzeżu sił ukraińskich w oblężonym od początku wojny mieście. Udana ofensywa rosyjska przełamała ukraińską obronę i pozwoliła Rosjanom na zajęcie portu rybackiego, wbijając klin między siły ukraińskie skupione w głównym porcie Mariupola a pułk „Azow”, który broni terenu zakładów fabrycznych „Azovstal”, nie mając już dokąd się wycofać. Jednocześnie ukraińska 36. Brygada Piechoty Morskiej, broniąca trzeciego i ostatniego obszaru pod kontrolą Ukrainy wokół kompleksu sportowego Azovmash, poinformowała o dramatycznej sytuacji i wyczerpaniu możliwości prowadzenia walki w ciągu najbliższej doby. Zastępca mera Serhij Orłow stwierdził, że „bitwy o Mariupol wciąż trwały”, zaprzeczając doniesieniom, które pojawiły się w mediach społecznościowych, jakoby ukraińskim siłom kończyła się amunicja, a także miało dojść do „ostatniej bitwy” o miasto.
Doradca prezydenta Ukrainy Ołeksij Arestowycz stwierdził, że pierwszy etap rosyjskiej ofensywy w Donbasie rozpoczął się, jednak Rosjanie oczekiwali na wzmocnienie dla rozpoczęcia drugiego etapu. Według niego siły z Dalekiego Wschodu nie osiągnęły jeszcze pozycji do ataku, a wojska wycofane z północy Ukrainy nie były jeszcze gotowe do ofensywy. Dodał również, przeciwnik będzie próbował atakować jednocześnie z północy i południa. Sztab Generalny Ukrainy podał, że wojska rosyjskie próbowały dokończyć przygotowania do ofensywy w celu zdobycie wschodniej części Ukrainy. Według SG były „podejmowane działania zmierzające do przegrupowania, budowy systemu dowodzenia oraz wsparcia logistycznego. Okupanci przenosili batalionowe grupy taktyczne ze wschodnich i centralnych okręgów wojskowych do graniczących z Ukrainą obwodów biełgorodzkiego, woroneskiego i kurskiego”. Według OSW sytuacja militarna niewiele zmieniła się. Walki toczyły się w obwodach charkowskim, ługańskim, donieckim i zaporoskim oraz na pograniczu obwodu chersońskiego z dniepropetrowskim i mikołajowskim. We wszystkich Rosjanie kontynuowali ostrzał celów cywilnych i wojskowych. W obwodzie charkowskim siły rosyjskie wyprowadziły trzy ataki, lecz nie podano rezultatów. W Donbasie Ukraińcy odparli osiem ataków, a z kolei SG Ukrainy poinformował o kolejnych nieudanych atakach na południe od Mikołajowa. Doszło również do ataków rakietowych na cele w obwodzie dniepropetrowskim i mikołajowskim (siedem ataków). Ponadto w związku ze znacznymi stratami w personelu i wyposażeniu Rosjanie stworzyli na okupowanych obszarach obwodów charkowskiego, zaporoskiego i chersońskiego szpitale polowe i polowe warsztaty remontowe oraz kontynuowali przymusową mobilizację.

### 11 kwietnia

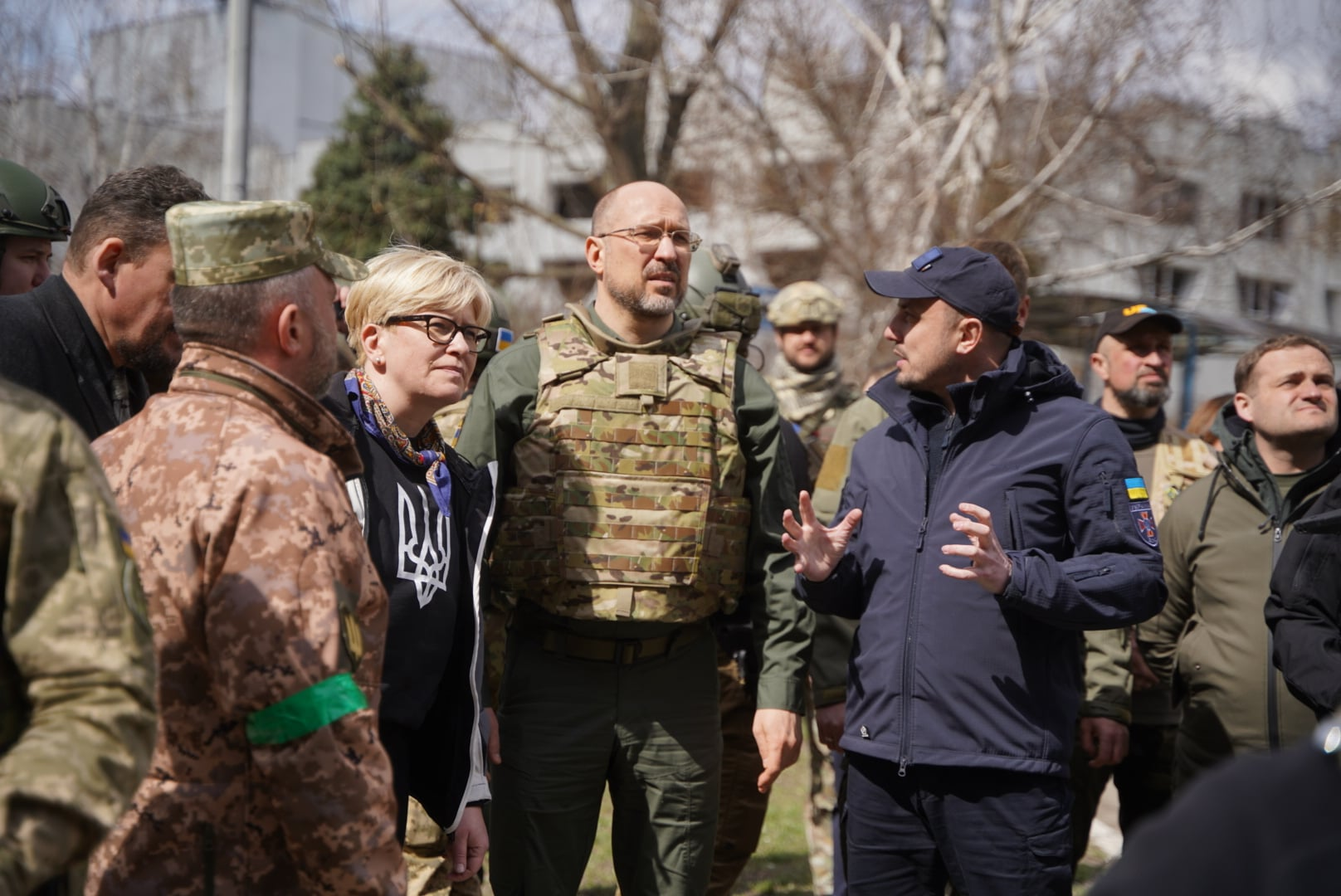
Wizyta premiera Ukrainy Denysa Szmyhala i premier Litwy Ingridy Šimonytė w Borodziance

Rosyjskie Ministerstwo Obrony oświadczyło, że pociski 3M-54 Kalibr wystrzelone z bazy morskiej zniszczyły sprzęt baterii rakiet przeciwlotniczych S-300, ukryty w hangarze na południowych obrzeżach Dniepru; miał to być sprzęt dostarczony przez „jeden z krajów europejskich”. Według Igora Konaszenkowa zniszczono cztery wyrzutnie S-300 i zabito 25 członków personelu SZ Ukrainy. Rząd Słowacji, po uprzednim potwierdzeniu darowizny swojego systemu obrony plot. S-300 na Ukrainę, zaprzeczył informacjom podawanym przez Rosję. Następnie Rosja poinformowała o użyciu pocisku hipersonicznego Kindżał do zniszczenia podziemnego stanowiska dowodzenia ukraińskich sił zbrojnych w obwodzie donieckim. Z kolei siły zbrojne samozwańczej Donieckiej Republiki Ludowej podały, że zajęły port w mieście Mariupol. Wieczorem przedstawiciele pułku „Azow” poinformowali o użyciu przez Rosjan broni chemicznej na terenie Mariupola. W obwodzie charkowskim podczas ostrzału rosyjskiego zginęło osiem osób. Ponadto według szacunków ukraińskiego SG od początku agresji Rosjanie stracili ok. 19,5 tysiąca żołnierzy, 725 czołgów i ponad 150 samolotów.
Przedstawiciel Pentagonu podał, że w ostatnich dniach odnotowano przybycie na wschód Ukrainy części jednostek wycofanych wcześniej z północy kraju, a także dodatkowych konwojów logistycznych i artylerii krótkiego zasięgu. Siły te koncentrowały się m.in. w okolicach Iziumu w obwodzie charkowskim. Dodał również, że na południowym wschodzie Rosja zgromadziła 55 batalionowych grup taktycznych. OSW poinformował, że Rosjanie kontynuowali tworzenie zgrupowania uderzeniowego do działań w obwodzie charkowskim i w najbliższych dniach mogliby wznowić ofensywę. Trwało również przemieszczenie wojsk z Centralnego i Wschodniego Okręgu Wojskowego pod wschodnią granicę Ukrainy. Ponadto do walki byli kierowani żołnierze i sprzęt wojskowy z głębi Rosji. Na kierunku słobodzkim wojska rosyjskie kontynuowały blokadę Charkowa; w ciągu 24h miasto i okoliczne miejscowości były ostrzeliwane 66 razy. Na kierunku donieckim odparto cztery wrogie ataki, m.in. na miasto Zołote. Główne walki toczyły się w Rubiżnem, Nyżnem, Popasnej, Nowobachmutiwce i Mariupolu. W obwodzie ługańskim Ukraińcy zniszczyli rosyjski magazyn amunicji. Na kierunku południowobużańskim Rosjanie próbowali odzyskać wcześniejsze pozycje (Osokoriwka) i ostrzeliwać pozycje ukraińskie na pograniczu obwodów chersońskiego i dniepropetrowskiego na południe od Krzywego Rogu. Do walk i ostrzałów dochodziło także na pograniczu obwodów chersońskiego i mikołajowskiego. Ponadto strona ukraińska poinformowała, że głównym celem uderzeń rakietowo-powietrznych Rosji stała się infrastruktura transportowa.

### 12 kwietnia
Szef wojskowej administracji Krzywego Rogu Ołeksandr Wilkul poinformował, że działania ofensywne armii ukraińskiej umożliwiły wyzwolenie ponad 15 miejscowości. Rosyjskie Ministerstwo Obrony poinformowało, że rakiety powietrzne i morskie zniszczyły składnicę amunicji i hangar z ukraińskimi samolotami na lotnisku wojskowym w Starokonstantynowie w obwodzie chmielnickim, a także składnicę amunicji w okolicach Gawryłówki w obwodzie kijowskim. Z kolei doradca Szefa Kancelarii Prezydenta Ukrainy Ołeksij Arestowycz poinformował, że odcięta w centrum Mariupola 36. Brygada Piechoty Morskiej przebiła pierścień okrążenia i dołączyła do pułku „Azow”, utrzymującego pozycje obronne na terenie zakładów fabrycznych Azowstal nad Morzem Azowskim. Mer Mariupola stwierdził, że od rozpoczęcia rosyjskiej inwazji zginęło około 21 tys. cywilnych mieszkańców miasta. Według rzeczniczki praw człowieka Ludmyły Denisowej do Rosji wywieziono już ponad 700 tys. Ukraińców. Ponadto Władimir Putin wydał dekret, nakazujący przymusowe przesiedlenia ok. 100 tys. ukraińskich uchodźców w odległe zakątki Rosji, w tym na Syberię i za koło podbiegunowe.
Brytyjskie ministerstwo obrony podało, że walki na wschodzie Ukrainy nasilą się w ciągu dwóch lub trzech tygodni, w związku z przegrupowywaniem się Rosjan. Według ministerstwa rosyjskie ataki nadal koncentrowały się na pozycjach ukraińskich w okolicach Donabsu, z dalszymi walkami wokół Chersonia i Mikołajowa oraz natarciem w kierunku Kramatorska. Siły rosyjskie w dalszym ciągu wycofywały się z Białorusi w celu przegrupowania i wsparcia operacji we wschodniej Ukrainie. Ośrodek Studiów Wschodnich poinformował, że Rosjanie kontynuowali przemieszczanie pododdziałów 41. Armii do rejonów w obwodach biełgorodzkim i woroneskim, a także przenieśli lotnictwo w pobliże wschodniej granicy Ukrainy. Trwała również mobilizacja organizowana przez separatystów w obwodzie ługańskim i obejmująca osoby do 65. roku życia. Sytuacja militarna nie uległa zmianie. Na kierunku słobodzkim trwała blokada Charkowa i walki w rejonie Iziumu. W Donbasie Ukraińcy odparli sześć ataków; trwały walki o Popasną i Mariupol, a Rosjanie nacierali na Siewierodonieck i Kurachowe. Na kierunku południowobużańskim wojska rosyjskie utrzymywały pozycje na pograniczu obwodu chersońskiego z obwodami dniepropetrowskim i mikołajowskim. Na wszystkich kierunkach Rosjanie prowadzili ostrzał celów cywilnych i wojskowych.

### 13 kwietnia

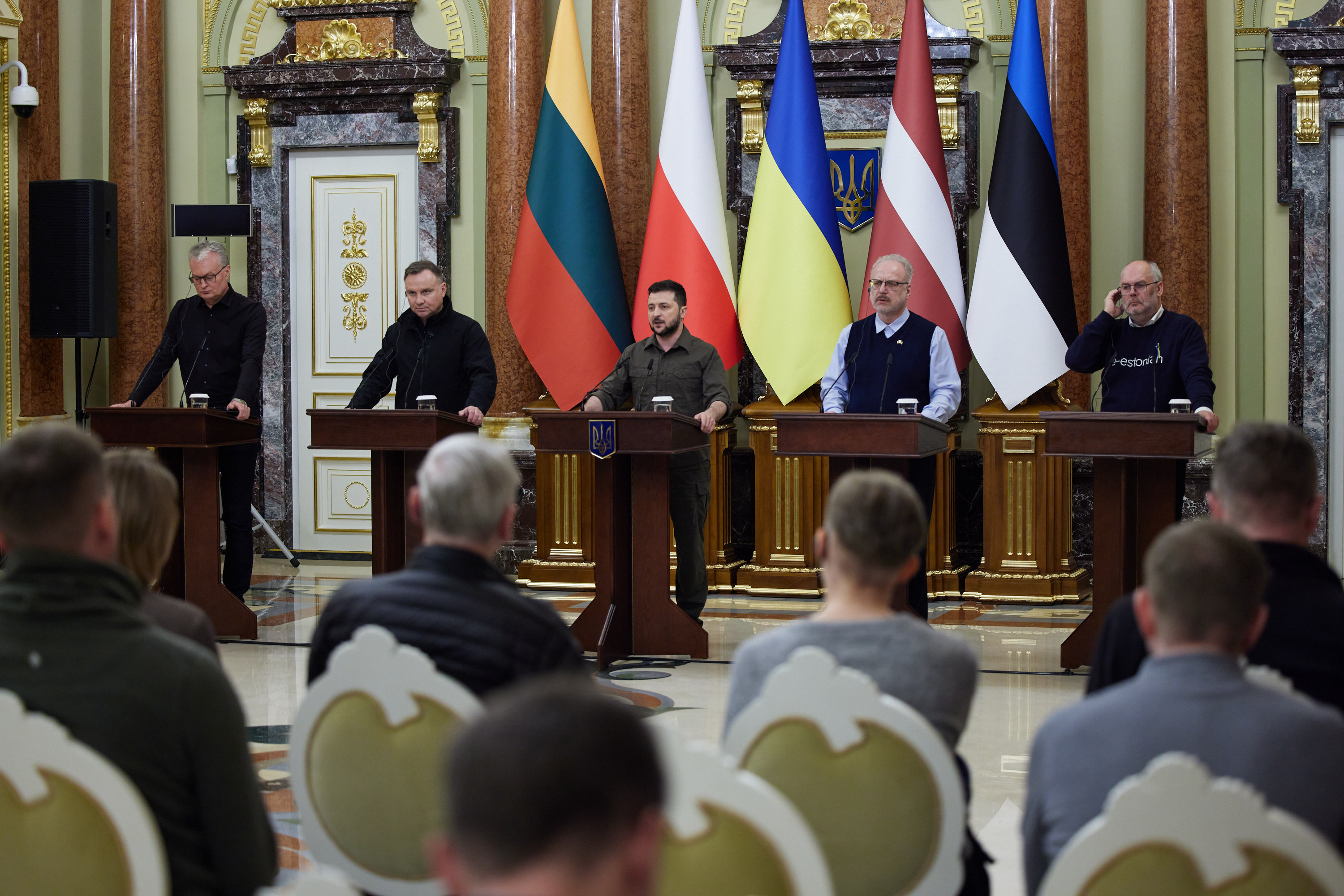
Prezydent Ukrainy z prezydentami Polski, Litwy, Łotwy i Estonii w Kijowie 13 kwietnia 2022 roku

Według rosyjskiego Ministerstwa Obrony, w oblężonym mieście Mariupol poddało się 1026 żołnierzy z 36. Brygady Morskiej Ukrainy, w tym 162 oficerów. Następnie ukraińskie Ministerstwo Obrony stwierdziło, że nie było informacji o kapitulacji. Później tego samego dnia dowódca Pułku „Azow” Denys Prokopenko przyznał, że niektórzy ukraińscy obrońcy poddali się. Z kolei mer Mariupola powtórzył oświadczenie, że trujący gaz został użyty przeciwko żołnierzom w Mariupolu. Siły rosyjskie przeprowadzały nieudane lokalne ataki na wschodniej Ukrainie (w obwodzie charkowskim i zaporoskim), w miarę jak trwały przygotowania do większej ofensywy. Rosjanie nadal przegrupowywali się w obwodzie charkowskim i przeprowadzili tylko niewielkie ataki na południe od Iziumu. Z kolei Ukraińcy kontynuowali swój kontratak na południu kraju w rejonie Mikołajowa i Chersonia. Iwan Ariefiew, rzecznik regionalnej administracji wojskowej obwodu zaporoskiego, powiedział, że Rosjanie zaatakowali wieś Nowodanylówka w obwodzie zaporoskim bombami fosforowymi. Gubernator obwodu charkowskiego Ołeh Synjehubow powiedział, że w ciągu ostatniej doby w obwodzie zginęło siedem osób, a 22 zostały ranne.
Wieczorem Ukraina podała, że rosyjski krążownik rakietowy Moskwa, okręt flagowy Floty Czarnomorskiej, został trafiony przez dwa ukraińskie przeciwokrętowe pociski manewrujące Neptun, które uszkodziły i podpaliły statek. W wyniku tego doszło do wybuchu amunicji. Ministerstwo Obrony Rosji potwierdziło, że okręt wojenny doznał poważnych uszkodzeń, a cała załoga okrętu została ewakuowana, jednak podano, że pozostał na powierzchni, co zostało potwierdzone przez Pentagon. Rosja stwierdziła później, że podjęto kroki w celu odholowania uszkodzonego statku do portu.
W wywiadzie wiceminister spraw zagranicznych Rosji Siergiej Riabkow ostrzegł, że Rosja będzie postrzegać pojazdy amerykańskie i NATO dostarczające broń na terytorium Ukrainy jako uzasadnione cele wojskowe. Dodał, że wszelkie próby Zachodu wyrządzenia znacznych szkód wojskowym Rosji lub jej separatystycznym sojusznikom na Ukrainie będą „surowo tłumione”. Według OSW sytuacja militarna nie zmieniła się. Na kierunku słobodzkim trwała blokada i ostrzał Charkowa. Pod ostrzałem znalazło się również Barwinkowe. Na kierunku donieckim siły ukraińskie odeparły sześć ataków. Główne walki toczyły się w obwodzie ługańskim wzdłuż linii Popasna–Zołote–Nyżnie i Kreminna–Rubiżne–Nowodrużeśk, a w obwodzie donieckim w miastach Awdijiwka, Oczeretyne, Marjinka, Stepne, Wuhłedar i Mariupol. Na kierunku taurydzkim Rosjanie ostrzelali pozycje ukraińskie na południe od Zaporoża. Na kierunku południowobohskim kolejną dobę trwały walki na pograniczu obwodu chersońskiego z obwodami dniepropetrowskim i mikołajowskim. W wyniku uderzeń rakietowych została zniszczona infrastruktura w Mirhorodzie oraz linia kolejowa na trasie Szepetówka–Berdyczów.

### 14 kwietnia
W nocy na wschodzie kraju, w obwodach charkowskim, ługańskim, donieckim i chersońskim, trwały rosyjskie ostrzały. Do potężnego wybuchu doszło na lotnisku Czornobajiwka pod Chersoniem. Toczyły się walki w okolicach Iziumu. Najcięższa sytuacja była w rejonie miasta Zołote. W obwodzie donieckim Rosjanie ostrzeliwywali Awdijiwkę, Marjinkę i hromady Oczeretyne i Torećk. Następnie Rosja podałą, że dwa ciężko uzbrojone ukraińskie śmigłowce weszły w rosyjską przestrzeń powietrzną i przeprowadziły co najmniej sześć nalotów na budynki mieszkalne w obwodzie briańskim, raniąc siedem osób. Ponadto władze rosyjskie oskarżyły Ukrainę o ostrzał miasta Klimowo i wsi Spodorashino. Dodatkowo Federalna Służba Bezpieczeństwa (FSB) podała, że ukraińskie SZ otworzyły ogień do przejścia granicznego Nowyje Jurowiczi w obwodzie briańskim. Następnie według armii rosyjskiej ostrzelano lotnisko we wschodnioukraińskim mieście Dniepr oraz zaatakowano dwa składy broni w obwodach odeskim i donieckim.
Rosyjskie ministerstwo obrony potwierdziło, że flagowy krążownik rosyjskiej marynarki wojennej krążownik rakietowy Moskwa zatonął na Morzu Czarnym po eksplozji i pożarze na pokładzie. Ukraina stwierdziła, że uderzyła w okręt dwoma rakietami przeciwokrętowymi Neptun. Natomiast w związku z obowiązującym od 28 lutego zakazem przepuszczania okrętów wojennych przez Dardanele i Bosfor na Morze Czarne, Rosja nie ma możliwości zastąpienia straconego okrętu. Z kolei były deputowany rosyjskiej Dumy Państwowej i opozycjonista Ilja Ponomariow podał, że według jego informacji uratowano tylko 58 z 510 członków załogi.
Ośrodek Studiów Wschodnich poinformował, że sytuacja militarna nie zmieniła się znacząco. Siły rosyjskie kontynuowały uderzenia rakietowo-powietrzne i ostrzał obiektów cywilnych i wojskowych. Na kierunku słobodzkim obrońcy Charkowa prowadzili kontrnatarcia na kierunku Dergaczy i Rohania. Ponadto trwały walki na południe od Iziumu. Na kierunku donieckim odparto osiem ataków. Trwał ostrzał miejscowości i walki w rejonach Słowiańska oraz linii Popasna–Zołote, a także w okolicach Awdijiwki, Marjinki, Kurachowego i Oczeretyne. Na kierunku bohskim główne walki miały miejsce w Ołeksandriwce na wschód od Mikołajowa oraz Osokoriwce na południe od Krzywego Rogu. Na jednym z kierunków ukraińskie Wojska Powietrznodesantowe zniszczyły dowództwo 4. batalionowej grupy taktycznej z 201. Dywizji Zmechanizowanej.

### 15 kwietnia
W ciągu dnia donoszono o dużych eksplozjach w Kijowie, Chersoniu, Charkowie i Iwano-Frankiwsku. Rosyjskie Ministerstwo Obrony stwierdziło, że ich systemy S-400 zestrzeliły ukraiński śmigłowiec Mi-8, który rzekomo został użyty do ataku na wioskę Klimowo w obwodzie briańskim. Podano również, że huta stali i żelaza Iljicza w Mariupolu została „uwolniona” od sił ukraińskich, co miało sugerować, że siły rosyjskie przejęły kontrolę nad fabryką. Ministerstwo poinformowało także, że rosyjskie siły rakietowe „wyeliminowały do 30 polskich najemników” w ataku na wioskę Izyumsko. Z kolei według źródeł ukraińskich Rosja użyła bombowców naddźwiękowych TU-22M3 po raz pierwszy od rozpoczęcia inwazji. Siły ukraińskie odzyskały kontrolę nad osadą Rohan w obwodzie charkowskim i odparły rosyjskie jednostki próbujące zająć miasta Popasna i Rubiżne. Szef administracji obwodowej Pawło Kyryłenko podał, że na południowym wschodzie kraju trwał atak na niemal wszystkie miasta i wsie na linii frontu w obwodzie donieckim.
Wiceminister obrony Ukrainy Anna Malar stwierdziła, że wojska rosyjskie aktywnie przygotowują się do ofensywy na wschodzie Ukrainy, w związku z czym koncentrują broń, sprzęt wojskowy, personel oraz przygotowują infrastrukturę medyczną i terytorium Białorusi do wystrzeliwania rakiet w kierunku Ukrainy. Z kolei OSW podał, że siły rosyjskie kontynuowały przygotowania do operacji na wschodniej Ukrainie, jednak według ukraińskiego SG Rosjanie nadal mieli problemy z uzupełnieniem strat. Siły rosyjskie atakowały Słowiańsk i przygotowywały natarcie na to miasto siłami z obwodu charkowskiego. Na kierunku słobodzkim wojska rosyjskie przeprowadziły cztery ataki, przygotowywały atak na Barwinkowe i kontynuowali blokadę Charkowa. W obwodzie ługańskim trwały walki w Popasnej, Rubiżnem i Nowotoszkiwśke. W obwodzie donieckim starcia trwały „na całej linii frontu”, a 11 miast na północ i zachód od Doniecka ostrzelano. Na pograniczu obwodu chersońskiego z mikołajowskim i dniepropetrowskim Rosjanie umacniali pozycje i prowadzili ostrzał miejscowości będących pod kontrolą Ukraińców. Po raz pierwszy od wycofania się z północy kraju siły rosyjskie ostrzelały Horodnię oraz okolice Ochtyrki i Wełyka Pysariwka.

### 16 kwietnia
Armia rosyjska ostrzelała obiekty w rejonie darnyckim w Kijowie. Według rosyjskiego Ministerstwa Obrony zniszczeniu uległy zakłady produkcyjne pojazdów opancerzonych. Podano również, że miały miejsce ataki na wojskowy zakład naprawczy i dwa magazyny z rakietami i artylerią w Mikołajowie oraz ataki w okolicach Odessy i centralnej Połtawy. Natomiast strona ukraińska donosiła o rosyjskich atakach z użyciem pocisków manewrujących na Lwów. Pojawiły się również sprzeczne doniesienia o walkach w Mariupolu; według nich 2,5 tys. żołnierzy ukraińskich okopało się w kompleksie hutniczym Azowstal, a ich sytuacja była katastrofalna. Ponadto ukraińska policja podała, że odnaleziono 900 ofiar cywilnych na terenie Kijowa. Rosyjscy urzędnicy podali także, że podczas walk na Ukrainie zginął generał major Władimir Pietrowicz Frołow, zastępca dowódcy 8 Armii.
Ośrodek Studiów Wschodnich podał, że na kierunkach donieckim i zaporoskim wojska rosyjskie utrzymywały zajęte tereny i koncentrowały wysiłki na opanowaniu Popasnej, Rubiżnego i Mariupola. Odnotowano ostrzał pozycji ukraińskich w okolicach Siewierodoniecka i Torećka. Rosjanie mieli również szturmować Marjinkę. Ukraiński SG zwrócił uwagę na rosnące zagrożenie uderzeń rakietowych na obiekty przemysłu zbrojeniowego i infrastruktury logistycznej ze strony okrętów rosyjskich na Morzu Czarnym. Rosjanie „prawie całkowicie” zajęli rejon borowski w obwodzie charkowskim. Na kierunku donieckim Ukraińcy odparli dziesięć ataków. Ponadto ostrzelano kilkanaście miejscowości. Na kierunku taurydzkim rosyjska artyleria ostrzelała okupowaną Wasylówkę i oskarżyła o to armię ukraińską. Na kierunku bohskim odnotowano wzmożoną aktywność artylerii; ostrzelano m.in. rejon Krzywego Rogu i ukraińskie posterunki przygraniczne w obwodzie czernihowskim. Według źródeł ukraińskich doszło do dużej liczby ataków rakietowych w obwodach: dniepropietrowskim, kijowskim, kirowohradzkim, lwowskim, mikołajowskim i połtawskim.

### 17 kwietnia
W nocy armia rosyjska postawiła ultimatum pozostałym oddziałom ukraińskim i „zagranicznym bojownikom” wciąż utrzymującym się w hucie żelaza i stali Azowstal w Mariupolu, aby w godzinach 6:00–13:00 czasu moskiewskiego złożyli broń i poddali się. Generał pułkownik Michaił Mizincew ogłosił, że: „Gwarantujemy, że życie wszystkich, którzy złożą broń, zostanie oszczędzone”. Obrońcy portu zignorowali ultimatum, a rosyjskie Ministerstwo Obrony zagroziło, że „wszyscy zostaną wyeliminowani”. Siły rosyjskie starały się zmusić pozostałych obrońców Mariupola do poddania się przytłaczającą siłą ognia, aby uniknąć kosztownych operacji oczyszczania, jednak pozostali żołnierze ukraińscy wydawali się być zdeterminowani, aby zorganizować ostateczną bitwę. W wyniku serii rosyjskich nalotów na Charków zginęło 5 osób, a 13 zostało rannych. Zbombardowano również fabrykę wojskową na obrzeżach Kijowa. Sześć osób zginęło w wyniku rosyjskich ataków rakietowych na Lwów. Według ukraińskiego SG siły rosyjskie planowały przeprowadzenie desantu morskiego na terytorium Ukrainy. Ponadto Rosjanie kontynuowali przerzut wojsk z obwodów kurskiego, briańskiego i woroneskiego, mając „istotne problemy z logistyką”.

### 18 kwietnia
Prezydent Zełenski i Sztab Generalny SZ Ukrainy ogłosili, że Rosja rozpoczęła ofensywę na wschodzie kraju, szczególnie w obwodach charkowskim i donieckim. Według brytyjskich doniesień prowadzona operacja ma na celu przejęcie całego obwodu donieckiego i ługańskiego. Rosjanie od kilku tygodni koncentrowali na osi Donbasu posiłki, zarówno nowe jednostki, jak i wycofane z północno-wschodniej Ukrainy. Siły rosyjskie rozpoczęły zakrojone na szeroką skalę ataki na Rubiżne, Popasnę i Marjinkę z ciężkim wsparciem artyleryjskim, wcześniej przeprowadzając jedynie lokalne ataki i ostrzał. Jednakże Rosjanie nie dokonali żadnych większych zdobyczy terytorialnych. Według gubernatora obwodu Maksyma Kozyckiego miasto Lwów zostało rano trafione pięcioma pociskami (później zweryfikowano liczbę trafień: było ich cztery). Trzy z nich uszkodziły instalacje infrastruktury wojskowej. Zginęło siedem osób, a 11 zostało rannych. Pod ciężkim ostrzałem znalazł się tego dnia Charków, w wyniku czego zginęło 15 osób. Ponadto według ukraińskiego ministra infrastruktury Aleksandra Kubakowa ponad 300 mostów i ponad 8000 km dróg zostało zniszczonych lub uszkodzonych w wyniku działań wojennych.

### 19 kwietnia
Rosyjski minister spraw zagranicznych Siergiej Ławrow stwierdził, że rozpoczęła się „kolejna faza” inwazji, której celem jest „całkowite wyzwolenie republik donieckiej i ługańskiej”. Serhij Haidai, gubernator obwodu ługańskiego, poinformował, że Rosjanie rozpoczęli ofensywę na wschodzie Ukrainy. Stwierdził, że „zaczął się bardziej zmasowany ostrzał, o wiele intensywniej atakuje lotnictwo. Czujemy, że nastąpiła chwila ataku. Ruszyli ze wszystkich kierunków. Możemy stwierdzić, że ofensywa, o której uprzedzaliśmy, rozpoczęła się”. Dodał również, że siły rosyjskie zajęły Kreminnę. Z kolei siły ukraińskie odzyskały kontrolę nad miastem Marjinka, leżącą w bezpośrednim sąsiedztwie Doniecka. Według źródeł ukraińskich, w nocy miały miejsce eksplozje na linii frontu oraz w okolicach Mikołajowa, Zaporoża, Marjinki, Słowiańska, Kramatorska i Charkowa. Następnie według prorosyjskich źródeł, dokonano szturmu na ostatni obszar zajmowany przez wojska ukraińskie w pobliżu Mariupola, hutę Azowstal.
Według Departamentu Obrony USA Rosja starała się wzmocnić swoje wojska przed ofensywą we wschodniej Ukrainie. Wówczas na Ukrainie było 78 rosyjskich batalionów, w porównaniu do 65 tydzień wcześniej. Ponadto Rosja przygotowywała swoje wojska do przyszłych ofensyw. SG Ukrainy podał, że siły rosyjskie kontynuowały ofensywę we wschodniej Ukrainie w celu zdobycia pełnej kontroli nad obwodami donieckim i ługańskim oraz Mariupolem i Morzem Azowskim. Według OSW dzień wcześniej rozpoczęła się rosyjska ofensywa na wschodzie kraju, którą określono bitwą o Donbas. Walki toczyły się kierunkach słobodzkim i donieckim, a Rosjanie prowadzili ataki rakietowo-powietrzne na cele wojskowe i cywilne na całej Ukrainie. Rosja wprowadzała z przygranicznych rejonów nowe jednostki. W obwodzie rostowskim i na Krymie formowano nowe pododdziały, przeznaczone do wsparcia jednostek drugorzutowych oraz ochrony obiektów administracyjnych. Rosjanie kontynuowali ofensywę w obwodach charkowskim i donieckim, rozwijając zgrupowanie uderzeniowe na tzw. kierunku iziumskim i atakując pozycje ukraińskie w Zawodach oraz na linii Dmytriwka–Dibrowne. W Donbasie walki prowadzone były na całej linii frontu. Po trzydniowym szturmie Rosjanie przejęli kontrolę nad Kreminną, ale starcia toczyły się na jej obrzeżach. Jednostki rosyjskie miały też zacieśnić pozycje wokół Siewierodoniecka. W obwodzie donieckim trwały walki o Łyman i atakowane były pozycje ukraińskie w rejonie Gorłówki oraz na zachód i północ od Doniecka. Siły rosyjskie zintensyfikowały działania na kierunku Zaporoża. Ostrzeliwano i atakowano pozycje ukraińskie od miasta Kamieńskie, poprzez węzły drogowe Orichiw i Hulajpołe aż po Pryjutne. Ostrzeliwane były także ostatnie pozycje obrońców w rejonie wołnowaskim. Wojska rosyjskie z obwodu chersońskiego prowadziły ostrzał pozycji ukraińskich w obwodach mikołajowskim oraz na pograniczu obwodów chersońskiego i dniepropetrowskiego.

### 20 kwietnia
Według amerykańskiego instytutu ISW, zdobycie Kreminnej było jedyną rosyjską ofensywą w ciągu 24 godzin, podczas której poczyniono znaczne postępy. Według ukraińskich źródeł w wyniku zdobycia Kreminnej ok. 80% obwodu ługańskiego znalazło się pod kontrolą Rosji. Wojska rosyjskie bezskutecznie próbowały zdobyć miasta Rubiżne i Siewierodonieck w obwodzie ługańskim. Według ukraińskiego dowództwa toczyły się również ciężkie walki wokół Marjinki, Popasny, Torśke, Seleny Doliny i Kreminnej. Z kolei doradca prezydenta Ołeksij Arestowycz podał, że Ukraina zablokowała próby rosyjskiego natarcia na Słowiańsk. Ponadto rosyjskie Ministerstwo Obrony podało, że siły rosyjskie uderzyły w nocy na 1053 ukraińskie obiekty wojskowe i zniszczyły 106 stanowisk strzeleckich. Rosja wystrzeliła także co najmniej cztery kierowane pociski rakietowe Ch-35 Uran przeciwko celom na Ukrainie, korzystając z systemu obrony wybrzeża 3K60 Bal. Z kolei Ukraina oskarżyła Rosję o zbombardowanie szpitala z 300 osobami w Mariupolu.
Według europejskiego urzędnika, Rosja wysłała 10 000–20 000 najemników, składających się z członków grupy Wagnera oraz Syryjczyków i Libijczyków, do walki podczas ofensywy na wschodniej Ukrainie. Z kolei OSW podał, że rozpoczęta 18 kwietnia ofensywa w Donbasie napotkała opór sił ukraińskich, co uniemożliwiło szybkie postępy Rosjan. Charków jak dotąd nie został zaatakowany, jednak siły rosyjskie blokowały drogi dojazdowe do miasta i kontynuowały jego ostrzał. W Donbasie ostrzelano pozycje ukraińskie blokujące postęp Rosjan na północny zachód od Doniecka. Ponadto trwały walki w okolicach Kreminnej i Torśkego. W ciągu 24h na terenie obwodów donieckiego i ługańskiego SZ Ukrainy odparły dziesięć ataków, w wyniku czego próby osiągnięcia szybkich postępów na wschodzie kraju zakończyły się niepowodzeniem. Rosjanie kontynuowali ostrzał Azowstalu w Mariupolu. W pobliżu miejscowości Połohy, ok. 100 km na południe od Zaporoża, trwały intensywne walki. W obwodach chersońskim i mikołajowskim nie odnotowano działań ofensywnych w kierunku zachodnim, jednak trwał ostrzał pozycji ukraińskich. Kontynuowano również ostrzał rakietowy obiektów cywilnych w Mikołajowie.

### 21 kwietnia
Według rosyjskich wojskowych i prezydenta Putina, oblężony od początku wojny Mariupol został zdobyty z wyjątkiem huty Azowstal, będącej ostatnim punktem ukraińskiej obrony w mieście. Władimir Putin zarządził, aby huta nie była szturmowana, lecz zablokowana w następnych dniach i tygodniach. Według źródeł brytyjskich rosyjskie wojsko umocniło się w rejonie kramatorskim i zmierzało w kierunku Kramatorska. We wschodniej Ukrainie Rosjanie próbowali zniszczyć ukraińską obronę przeciwlotniczą. Z kolei ukraińska administracja regionalna podała, że wszystkie składy zaopatrzenia w Siewierodoniecku zostały zniszczone w wyniku rosyjskich ataków do tego stopnia, że mieszkańcy mogli być zaopatrywani jedynie w pomoc humanitarną. Ukraina ogłosiła dzień wcześniej, że wojska rosyjskie bezskutecznie atakowały miasto Rubiżne. Niedługo później potwierdzono częściowe zajęcie miasta przez Rosjan po tym, jak prorosyjskie władze ogłosiły zdobycie Rubiżnego. Ukraiński wywiad poinformował, że wszystkie okupowane miejscowości w rejonie wełykoburłuckim zostały zablokowane, a wyjazd z nich był możliwy jedynie na terytorium Rosji. Ponadto SG Ukrainy podał, że w obwodzie chersońskim Rosjanie ogłosili „mobilizację mężczyzn”, a na początku maja planowano przeprowadzić referendum i spis ludności.
ISW nie oceniło dotychczasowych rosyjskich zdobyczy we wschodniej Ukrainie i na południu wokół Mariupola jako decydujące, ponieważ siły ukraińskie skutecznie związywały rosyjskie formacje w bitwach. Natomiast rosyjskie zwycięstwo w Mariupolu nie pozwoliło siłom rosyjskim na wzięcie udziału w innych operacjach, a sama Rosja nadal miała problemy z odświeżeniem lub wzmocnieniem swoich wojsk. OSW poinformowało, że według sekretarza RBNiO Ołeksija Daniłowa ofensywa Rosjan na wschodzie jeszcze się nie rozpoczęła, a walki toczące się na całej linii frontu w obwodach donieckim, ługańskim i charkowskim miały charakter rozpoznania. W ciągu ostatnich 24h w obwodach donieckim i ługańskim odparto 10 ataków. Do starć dochodziło w rejonie Popasnej, gdzie siły ukraińskie powstrzymywały Rosjan przez zdobyciem miasta Bachmut i wyjściem na pogranicze Kramatorsk–Słowiańsk. Trwała blokada Charkowa oraz starcia w okolicach Iziumu, gdzie siły rosyjskie usiłowały rozbić oddziały ukraińskie hamujące postępy w zamykaniu „kotła donbaskiego”. W obwodzie mikołajowskim Rosjanie ostrzeliwali pozycje ukraińskie, m.in. za pomocą zestawów artyleryjskich Uragan.

### 22 kwietnia
Rosyjskie jednostki próbowały okrążyć miasto Rubiżne w obwodzie ługańskim. Walki toczyły się również wokół miast Popasna i Marjinka, które były częściowo kontrolowane przez wojska rosyjskie. Toczyły się też walki w Iziumie i oblężonym Mariupolu. Według ukraińskich raportów wojska rosyjskie w ciągu 24 godzin opanowały 42 miasta w Donbasie; według stanu na 22 kwietnia pod kontrolą Rosji znajdowało się w sumie 3,5 tys. lokalizacji na całej Ukrainie. Z kolei ukraińskie siły zbrojne rozpoczęły kontrofensywę w obwodzie charkowskim, w wyniku czego wyzwolono trzy miejscowości: Bezruki, Słatine i Prudianka nieopodal miasta Dergacze. Według raportu opublikowanego przez rosyjskie media internetowe Readovka, uważane za prorządowe, na Ukrainie zginęło 13 414 rosyjskich żołnierzy, a 7000 uznano za zaginione. Serwis usunął wiadomość tego samego dnia i stwierdził, że został zhakowany przez stronę ukraińską. Z kolei według strony internetowej projektu Oryx, która opiera się na danych wywiadowczych open source, Rosja straciła podczas wojny 3,5 raza więcej sprzętu wojskowego niż Ukraina. Od początku wojny Oryx oferuje stale aktualizowaną listę ciężkiego sprzętu utraconego przez walczące strony i jest m.in. sklasyfikowany jako wiarygodne źródło przez Instytut Polityki Bezpieczeństwa (ISPK).
Generał major Rustam Minnekajew, zastępca dowódcy Centralnego Okręgu Wojskowego Rosji, przyznał, że celem „drugiej fazy” inwazji na Ukrainę jest całkowite zajęcie Donbasu i południowej Ukrainy oraz utworzenie korytarza lądowego z rosyjskim Naddniestrzem, okupowaną republiką separatystyczną, która jest uznawana na arenie międzynarodowej jako część Mołdawii. Dodał, że istniały „dowody na to, że ludność rosyjskojęzyczna jest uciskana” w Naddniestrzu, nie podając dalszych szczegółów w swoich oskarżeniach. Ministerstwo Obrony Ukrainy skrytykowało to oświadczenie i oskarżyło Rosję o imperializm.
Według Ośrodka Studiów Wschodnich w Donbasie trwały ciężkie walki, a Rosjanie nie potrafili rozbić ukraińskiej obrony. Siły rosyjskie szturmowały pozycje w rejonie Rubiżnego w celu wyparcia obrońców z granic obwodu ługańskiego. Na obszarach obwodów donieckiego i ługańskiego SZ Ukrainy odparły 10 ataków, niszcząc m.in. sześć czołgów, dziewięć bezzałogowców Orłan-10, trzy samoloty i trzy śmigłowce. Rosjanie próbowali również przerwać ukraińską obronę na północ od Słowiańska i dążyli do odcięcia Donbasu od północy. Walki trwały w okolicach Popasnej. Według Departamentu Obrony USA Rosjanie zaangażowali do ataku na Ukrainę 85 batalionowych grup taktycznych, z czego siedem znajdowało się w okolicach Charkowa, a 25 w rejonie Iziumu. Z kolei w obwodach chersońskim i mikołajowskim prowadzony był ostrzał pozycji ukraińskich.

### 23 kwietnia
Gubernator regionu Serhij Hajdaj poinformował, że trwał rosyjski ostrzał wszystkich miast kontrolowanych przez siły ukraińskie w obwodzie ługańskim, a niektóre oddziały Ukraińców były zmuszono opuścić swoje pozycje w celu przegrupowania. Następnie według wywiadu, SZ Ukrainy zniszczyły rosyjskie stanowisko dowodzenia w pobliżu okupowanego Chersonia na południu Ukrainy, zabijając przy tym dwóch rosyjskich generałów i ciężko raniąc kolejnego, który w stanie krytycznym został ewakuowany. Z kolei miasto Odessa było wielokrotnie ostrzeliwane. Anton Herashchenko, doradca MSW Ukrainy, stwierdził, że wśród budynków trafionych rakietami znalazły się także budynki mieszkalne. W wyniku tego jedna osoba zginęła na podwórzu jednego z budynków. Później urzędnicy podali, że zginęło co najmniej sześć osób. Ponadto pomimo rozkazu wstrzymania ognia, wydanego przez prezydenta Putina, siły rosyjskie nadal kontynuowały naloty i bombardowania zakładów Azowstal w Mariupolu.
OSW podał, że Rosjanie kończyli środkowanie sił w Donbasie, przygotowując się do zmasowanego ataku. Największą aktywność zaobserwowano na kierunku Izium–Barwinkowe, w rejonie węzła kolejowego Popasna, nieopodal Siewierodoniecka oraz na pograniczu Zaporoża. Siły ukraińskie w Donbasie odparły osiem ataków. Najcięższe walki trwały w okolicach Słowiańska i Rubiżnego. W Mariupolu kontynuowano ostrzał Azowstalu; ukraiński wywiad zaprzeczył słowom prezydenta Putina, który nakazał wstrzymanie szturmu oraz podał, że Rosjanie planowali natarcie na kombinat siłami Rosgwardii i FSB. W okolicach Chersonia zniszczono wysunięty punkt dowodzenia Rosjan, w którym przebywało ok. 50 wyższych rangą oficerów. Siły rosyjskie prowadziły także intensywny ostrzał pozycji ukraińskich, aby stworzyć warunki do ataku w kierunku Mikołajowa.

### 24 kwietnia
Według rosyjskiego Ministerstwa Obrony, w nocy siły rosyjskie ostrzelały kilkadziesiąt obiektów wojskowych, w tym magazyny i zakłady produkujące amunicję w obwodach charkowskim i dniepropietrowskim oraz liczne pozycje wojsk ukraińskich, zabijając przy tym 150 żołnierzy ukraińskich sił zbrojnych. W sumie przeprowadzono ok. 420 ostrzałów rakietowych i artyleryjskich. Z kolei ukraińscy urzędnicy poinformowali, że siły rosyjskie przeprowadziły naloty na obleganą fabrykę Azowstal w Mariupolu, próbując wyprzeć obecne w środku ukraińskie wojska. Ponadto brytyjski wywiad podał, że ukraińskie wojska odparły w ciągu tygodnia wiele ataków w Donbasie. Według brytyjskiego ministerstwa obrony Rosjanom udało się przejąć kontrolę nad niewielkimi obszarami na wschodzie Ukrainy, jednak ukraińscy żołnierze stawiali silny opór na wszystkich frontach i zadali przeciwnikowi duże straty. Ponadto „niskie morale Rosjan oraz ograniczony czas na ponowne wyposażenie i reorganizację sił wyraźnie obniżały skuteczność” rosyjskich wojsk.

### 25 kwietnia
Rosja podała, że w nocy zaatakowano 56 ukraińskich obiektów wojskowych oraz rafinerię w mieście Krzemieńczuk (obwód połtawski) w pobliżu rzeki Dniepr. Następnie rosyjskie Ministerstwo Obrony stwierdziło, że rakiety dalekiego zasięgu zniszczyły sześć stacji kolejowych w pobliżu Krasnoje, Zdołbunowa, Żmerinki, Berdyczowa, Kowla i Korosten, przez które zagraniczna broń i sprzęt wojskowy była dostarczana wojskom ukraińskim w Donbasie. Ataki zostały potwierdzone przez stronę ukraińską. Rano ukraińskie wojsko oświadczyło, że odparło kilka rosyjskich ataków w „kierunku Izium–Barwinkowo i Izium–Kramatorsk”. Z kolei brytyjskie Ministerstwo Obrony stwierdziło, że niewielkie zdobycze terytorialne Rosjan były spowodowane niewystarczającymi siłami i problemami z logistyką w regionie Donbasu. Natomiast decyzja o obleganiu Azowstalu zamiast ataku siłami lądowymi była uzasadniona tym, że Rosja nie chciała nadużywać swoich sił w walce. Przed południem Rosja ogłosiła, że będzie wstrzymywać ogień wokół Azowstalu w oblężonym Mariupolu od godziny 14:00 czasu lokalnego (11:00 GMT), aby umożliwić wyjazd cywilom. Później rosyjski dyplomata oświadczył, że „generalne zawieszenie broni nie jest w tej chwili dobrą opcją, ponieważ da siłom ukraińskim możliwość przegrupowania się i przeprowadzenia dalszych prowokacji”. Wicepremier Iryna Wereszczuk stwierdziła jednak, że ostatecznie nie osiągnięto porozumienia z Rosją w sprawie korytarza ewakuacyjnego dla cywilów z huty Azowstal. Ponadto Prezydent Wołodymyr Zełenski poinformował, że do tej pory spod rosyjskiej okupacji wyzwolonych zostało 931 miejscowości.
Według doniesień, w Ministerstwo Bezpieczeństwa Państwowego w Tyraspolu w separatystycznym regionie Naddniestrza miało miejsce kilka eksplozji. Ministerstwo obrony Ukrainy stwierdziło, że incydent był „planowaną prowokacją” Rosji, aby zaszczepić „panikę i nastroje antyukraińskie”. Według OSW prawosławna Wielkanoc nie wpłynęła na tempo zmagań militarnych. Do nieznacznych przesunięć na korzyść Rosjan doszło na południu obwodu charkowskiego i na północy obwodu donieckiego. Pozycje stron w Donbasie i w obwodzie charkowskim pozostały bez zmian. Rosyjskie artyleria i lotnictwo kontynuowały ataki na obiekty wojskowe i cywilne w rejonach walk, a także w obwodzie sumskim, zaporoskim oraz na pograniczu obwodu chersońskiego z mikołajowskim i dniepropetrowskim. Siły rosyjskie wykonały kolejne ataki rakietowe na całej Ukrainie. Celem ataków były m.in. zakłady i obiekty kolejowe w rejonie Pawłohradu oraz Krzemieńczuka, a także pięć stacji kolejowych w centrum i na zachodzie kraju.

### 26 kwietnia
Rosyjskie Ministerstwo Obrony stwierdziło, że przejęło kontrolę nad obwodem chersońskim, częściami obwodów charkowskiego, zaporoskiego, mikołajowskiego oraz dużą częścią Donieckiej i Ługańskiej Republiki Ludowej. Ponadto Rosjanie zniszczyli w wyniku nalotów cztery ukraińskie składy amunicji w rejonie Słowiańska. Natomiast przywódca separatystów Dienis Puszylin wezwał do dalszego natarcia sił rosyjskich poza granice DRL. Brytyjskie Ministerstwo Obrony oceniło rosyjskie operacje lądowe na wschodniej Ukrainie jako próbę okrążenia i odizolowania sił ukraińskich oraz uderzenie na Słowiańsk i Kramatorsk od północy i wschodu. Siły ukraińskie przygotowywały się również do spodziewanego ataku lądowego na miasto Zaporoże od południa. Z kolei ukraińskie wojsko wyzwoliło pięć wiosek w obwodzie chersońskim na południu kraju, a Rosjanie wycofali się do granic Czarnobajewki. Następnie Ukraiński SG poinformował, że został zniszczony rosyjski skład amunicji, a 70 żołnierzy wroga zginęło w obwodzie chersońskim (niedaleko miasta Wełyka Ołeksandriwka). W obwodzie odeskim zniszczono trzy samoloty, kilka dronów i pocisków rosyjskiego rozpoznania lotniczego. Ponadto odparto sześć ataków wroga w obwodach ługańskim i donieckim. Według ukraińskiego rządu armia rosyjska bombardowała ukraińską infrastrukturę kolejową, tak jak dzień wcześniej, w celu powstrzymania zachodnich dostaw broni. Ponadto w walkach na Ukrainie zginął podpułkownik Oleg Ewsejew, służący w 281. Brygadzie Artylerii; informacja o jego śmierci została potwierdzona przez stronę rosyjską.
Według ukraińskiego SG Rosjanie próbowali ustanowić pełną kontrolę nad obwodami donieckim i ługańskim oraz zabezpieczyć korytarz lądowy między Donbasem a anektowanym Krymem. Ośrodek Studiów Wschodnich podał, że wojska rosyjskie zintensyfikowały działania na pograniczu obwodu chersońskiego z obwodami dniepropetrowskim i mikołajowskim oraz obwodzie zaporoskim. Ukraińcy powstrzymali natarcie na kierunku Krzywego Rogu, a w rejonie Wełyka Ołeksandriwka na północy obwodu chersońskiego siły ukraińskie zniszczyły skład amunicji i zabili ponad 70 żołnierzy rosyjskich. Rosjanie ostrzeliwali pozycje ukraińskie w obwodzie dniepropetrowskim i mieli nacierać w kierunku Trudolubiwki, znajdującego się 35 km na wschód od centrum Zaporoża. W obwodach charkowskim, donieckim i ługańskim sytuacja militarna nie uległa zmianie. Walki i ostrzał pozycji ukraińskich trwał na całej linii frontu. Kolejną dobę artyleria agresora ostrzeliwała rejony obwodu sumskiego.

### 27 kwietnia
Rosja stwierdziła, że w nocy zniszczono 59 celów wojskowych na Ukrainie (w tym jeden skład broni rakietą Kalibr). Według ukraińskich wojskowych Rosjanie przenieśli „dwie batalionowe grupy taktyczne 76. dywizji powietrznodesantowej z obwodu biełgorodzkiego do miasta Izium” oraz dwie dywizje rakietowe 9K723 Iskander-M do obszaru przygranicznego w tym obwodzie. Ponadto wojskom rosyjskim udało się zdobyć część terytorium w północno-wschodnim obwodzie charkowskim. Według brytyjskiego Ministerstwa Obrony Ukraina ponownie kontrolowała większość swojej przestrzeni powietrznej, ponieważ Rosji nie udało się zniszczyć ukraińskich sił powietrznych. Rosyjskie lotnictwo przeprowadzało głównie ataki na wschodzie i południu kraju w celu wsparcia wojsk lądowych. Cele na zachodzie i północy były atakowane pociskami dalekiego zasięgu. Natomiast w Mariupolu stosowano niekierowane pociski rakietowe i zakładano, że takie ataki nie były skuteczne, lecz zwiększały ryzyko ofiar wśród cywilów. Ponadto według rosyjskich informacji, w rosyjskim mieście Biełgorod doszło do eksplozji, które spowodowały zapalenie się składu amunicji. Tego samego dnia zbombardowano rosyjskie pozycje na Wyspie Wężowej, która należy do Ukrainy, ale została zajęta przez Rosję.
OSW, powołując się na SG Ukrainy, podał, że Rosjanie poczynili postępy w rejonach najcięższych walk na łączeniu obwodów charkowskiego, donieckiego i ługańskiego. Siły rosyjskie odniosły sukcesy na kierunku miasta Barwinkowe, przełamując obronę w Zawodach i podchodząc pod miejscowość Wełyka Komyszuwacha. W Donbasie Rosjanie kontynuowali natarcie na Słowiańsk, gdzie całkowicie wyparto siły ukraińskie z wsi Zariczne, jednakże okupiono to dużymi stratami. Starcia i ostrzał trwały również na pozostałych kierunkach działań w obwodach donieckim, zaporoskim oraz na pograniczu obwodów chersońskiego, mikołajowskiego i dniepropetrowskiego. Ukraińcy przejęli kontrolę nad trzema wsiami na zachód od Snihuriwki w obwodzie mikołajowskim. Ponadto Rosjanie kontynuowali ataki na obiekty infrastruktury krytycznej. Celem ataków były m.in. most kolejowy nad Limanem Dniestru, Połtawa oraz Elektrociepłownia Krzyworoska w Zełenodolśku.

### 28 kwietnia
Ukraińskie wojsko podało, że Rosja „zwiększyła tempo” inwazji, podczas gdy Putin zapowiedział „błyskawiczne” uderzenia w każdego, kto będzie ingerował w cele Rosji. Rosyjskie Ministerstwo Obrony poinformowało o atakach na 76 ukraińskich obiektów wojskowych, w tym o zniszczeniu sześciu składów broni i paliwa. Natomiast SG Ukrainy podał, że odparto z sukcesem dziewięć ataków i zniszczono 21 jednostek rosyjskiego sprzętu w Donbasie. Kijów po raz pierwszy od dwóch tygodni znalazł się pod ostrzałem rakietowym. Ostrzelano również miasta Odessa i Mikołajów. Z kolei w rosyjskim mieście Biełgorod miały miejsce dwie potężne eksplozje. Ukraina nie przyjęła bezpośredniej odpowiedzialności, ale opisała incydenty jako odwet i „karmę” dla Rosji. Ponadto według ukraińskich kolei, rosyjskie wojsko nadal atakowało stacje, mosty i tory. Do tej pory zginęło ponad 100 pracowników koleih.
Według ukraińskiego rządu, 35 z 49 merów z obwodu chersońskiego zostało porwanych podczas rosyjskiej okupacji. Do tej pory 17 z nich zostało zwolnionych. Według agencji RIA, prorosyjscy przedstawiciele w obwodzie chersońskim chcieli 1 maja wprowadzić rubel jako środek płatniczy. Prorosyjski gubernator obwodu chersońskiego, Kirył Stremusow, stwierdził, że nie będzie referendum w sprawie statusu obwodu, ale Chersoń zostaje definitywnie oderwany od Ukrainy.
Według Ukraińskiego Sztabu Generalnego, rosyjskie siły zbrojne próbowały okrążyć ukraińskie wojska w Donbasie poprzez koncentrację sił w pobliżu Iziumu. Ponadto Rosjanie nadal wykorzystywali lotnisko w Melitopolu jako bazę dla swoich samolotów bojowych i śmigłowców. Według urzędnika Pentagonu, mimo ciągłych walk o Mariupol, odnotowano oznaki opuszczania tego miasta przez część sił rosyjskich, które skierowały się w kierunku północno-zachodnim. Według OSW Sztab Generalny Ukrainy i lokalne administracje podały, że Rosjanie zwiększyli tempo działań zaczepnych i zintensyfikowali ostrzał na wszystkich kierunkach, ponosząc jednak dotkliwe straty. Siły rosyjskie wyprowadziły ataki na czterech kierunkach: na zachód od Iziumu, na północ od miasta Barwinkowe, na północny wschód od Słowiańska i na południe od Siewierodoniecka. Nacierali również w kierunku obszarów na łączeniu obwodów donieckiego, zaporoskiego i dniepropetrowskiego, a także na pograniczu obwodu chersońskiego z mikołajowskim i dniepropetrowskim. Walki trwały na całej linii walk w Donbasie. W centralnej części obwodu charkowskiego i rejonach obwodu sumskiego Rosjanie ograniczyli się do ostrzału i bombardowań. Odnotowano także ataki rakietowe na Zaporoże i węzeł kolejowy Synelnykowe.

### 29 kwietnia
Siły ukraińskie wyzwoliły miejscowość Ruśka Łozowa w obwodzie charkowskim, która jest ważnym strategicznie miejscem na trasie Charków-Biełgorod; stąd Rosjanie prowadzili ostrzał infrastruktury cywilnej i osiedli Charkowa podczas okupacji. Z kolei gubernator obwodu charkowskiegp Ołeh Syniehubow podał, że Charków był ostrzeliwany z artylerii i systemów rakietowych w ciągu ostatnich 24h, w wyniku czego zginęło pięć osób, a 11 zostało rannych. Według brytyjskiego Ministerstwa Obrony operacja ofensywna w Donbasie została określona jako główny cel sił rosyjskich w celu uzyskania pełnej kontroli nad obwodami donieckim i ługańskim. Głównym celem bitew lądowych był rejon Lisiczańska i Siewierodoniecka, z próbą wyprowadzenia głównego natarcia z Izium w kierunku Słowiańska. W obliczu zaciekłego oporu ukraińskiego siły rosyjskie zyskały jedynie ograniczony teren, same ponosząc przy tym znaczne straty. Słowacja zgodziła się dostarczyć Ukrainie samoloty MiG-29. Z kolei Polska zgodziła się zabezpieczyć słowacką przestrzeń powietrzną i dostarczyć na Ukrainę ponad 200 czołgów T-72.
Ośrodek Studiów Wschodnich podał, że najcięższe walki toczyły się na styku obwodów charkowskiego, donieckiego i ługańskiego, a pozycje obu stron nie uległy zmianie. Rosjanie rozpoczęli szturm na miejscowość Wełyka Komyszuwacha, jednak obrońcy utrzymywali tam najważniejsze obiekty. Siły ukraińskie przejęły kontrolę nad dwiema kolejnymi wsiami: Ruśka Łozowa i Kutuziwka, z kolei w obwodzie donieckim przeszły do obrony i lokalnie wyprowadziły kontrofensywy. Drugim pod względem intensywności działań obszarem była północna obwodu zaporoskiego i część obwodu donieckiego. Liczba zaangażowanych na Ukrainie rosyjskich batalionowych grup taktycznych wzrosła z 85 do 92 w ciągu tygodnia. Po kilkunastodniowej przerwie doszło do ostrzału graniczących z terytorium Rosji rejonów obwodu czernihowskiego. Ponadto rakiety spadły na Kijów, Odessę i rejon szepietowski w obwodzie chmielnickim.

### 30 kwietnia
Rosja podała, że w nocy zniszczyła 389 obiektów wojskowych na Ukrainie, w tym 35 centrów kontroli i 15 składów broni. Ukraińskie wojsko stwierdziło, że Rosja przeprowadziła atak rakietowy na lotnisko w Odessie, uszkadzając pas startowy i czyniąc go niezdatnym do użytku. Gubernator obwodu odeskiego Maksym Marczenko stwierdził, że Rosja zainstalowała na Krymie system Bastion, natomiast rosyjskie Ministerstwo Obrony poinformowało, że do ataku użyło pocisków P-800 Oniks. ISW donosił o bitwach na obszarze wokół miast Izium, Jampil, Rubiżne i Popasna. Gwardia Narodowa Ukrainy podała, że artyleria zadała poważne straty siłom rosyjskim w obwodzie charkowskim, niszcząc ponad 30 jednostek, w tym czołgi, transportery opancerzone i wozy bojowe piechoty. Później podano, że siły ukraińskie zaatakowały pozycje rosyjskie na Wyspie Wężowej, w wyniku czego zniszczono co najmniej trzy działa przeciwlotnicze, zestaw rakietowy 9K35 Strieła-10 i zabito 42 żołnierzy.
Według ukraińskiego rządu siły rosyjskie konfiskowały zebrane zboże w okupowanych przez siebie obwodach zaporoskim, chersońskim, donieckim i ługańskim. W sumie wywieziono kilkaset tysięcy ton zboża. Z kolei brytyjskie Ministerstwo Obrony oceniło, rosyjskie SZ próbowały rozwiązać problemy, które wcześniej pojawiły się podczas operacji na Ukrainie, koncentrując swoje siły w regionie, skracając szlaki zaopatrzenia i usprawniając struktury dowodzenia. Jednak wciąż istniały problemy związane z ponownym złożeniem oddziałów i reorganizacją niekompletnych jednostek o niepasujących strukturach. Ponadto występowały braki w koordynacji taktycznej na poziomie jednostek oraz w integracji bliskiego wsparcia powietrznego, co oznaczało, że siły rosyjskie, pomimo lokalnych sukcesów, nie mogły wykorzystać przewagi swoich wojsk lądowych.